# NFL 2019
Die NFL-Saison 2019 war die 100. Saison im American Football in der National Football League (NFL). Die Saison begann am 13. März 2019. Die Regular Season begann am 5. September 2019 mit dem Spiel der Chicago Bears gegen die Green Bay Packers und endete am 29. Dezember 2019. Die Play-offs starteten am 4. Januar 2020 und endeten am 2. Februar 2020 mit dem Super Bowl LIV im Hard Rock Stadium in Miami Gardens, Florida. Meister wurden die Kansas City Chiefs, die die San Francisco 49ers mit 31:20 schlagen konnten.
Die Salary Cap stieg auf 188,2 Millionen US-Dollar.

## Regeländerungen
Beim jährlichen Ligatreffen Ende März 2019 wurden folgende Regeländerungen beschlossen:
- Die Änderungen der Kickoffregeln aus der Saison 2018 wurden permanent ins Regelwerk aufgenommen.[4][5]
- Der Blindsideblock wird verboten und soll von den Schiedsrichtern als Foul gewertet werden. Der Block wird durch einen Spieler initiiert, der sich auf oder parallel zu seiner eigenen Endlinie bewegt und mit seinem Helm, Unterarm oder seiner Schulter gewaltsamen Kontakt zu seinem Gegner herstellt.[4][5] Mit diesen Aktionen wurden bisher Spieler von außerhalb ihres Sichtfelds getackelt oder behindert.[6] Es wird auch darauf hingewiesen, dass ein Spieler gewaltsamen Kontakt innerhalb der Tackle Box initiieren kann, aber den Crackback- und „Peelback“-Blockbeschränkungen unterliegt.[5]
- Änderung der Durchsetzung von Doppelfouls bei einem Besitzwechsel.[4][5]
- Die Regeln für verschossene Field Goals wurden vereinfacht.[4][5]
- Wird nach dem Erzielen eines Touchdowns ein offensives Foul begangen, kann das defensive Team nun wählen, ob es wie bislang beim Kickoff oder bereits beim Point after Touchdown angewandt wird.[4][5]
- Ligapersonal wird es erlaubt, Personen während eines Spiels zu disqualifizieren.[4]
- Vorerst nur für eine Saison wird es erlaubt, Pass Interference, ob von den Schiedsrichtern ausgerufen oder nicht, durch den Videobeweis zu überprüfen. Auch das automatische Review innerhalb der letzten zwei Minuten einer Hälfte oder in der Overtime wurde um Pass Interference erweitert.[4][7] Anfangs sah die Regelung vor, dass auch innerhalb der letzten zwei Minuten einer Hälfte oder der Overtime die Trainer die Prüfung der Entscheidung beantragen müssen. Somit sollte verhindert werden, dass das Spiel zum Ende hin zu häufig unterbrochen wird, da jeder Vorwärtspass Anlass für eine genauere Prüfung sein könnte. Im Juni 2019 wurde jedoch die Regelung durch das Competition Commitee abgeändert, so dass die Entscheidung über einen Videobeweis wieder beim Replay Official liegt. Es werden jedoch im Vergleich zu anderen überprüfbaren Entscheidungen striktere Kriterien angelegt.[8][9]

## Personelles

### Salary Cap und Cap Space
Auf Basis des NFL Collective Bargaining Agreement wurde der Salary Cap, der die Gehaltsobergrenze für alle Spieler im NFL-Kader eines Franchise darstellt, vor der Saison auf 188,2 Millionen US-Dollar pro Team festgelegt. Er stieg damit um 11 Millionen US-Dollar im Vergleich zum Salary Cap von 177,2 Millionen US-Dollar 2018 an. Es war das sechste Mal in Folge, dass der Salary Cap um mehr als 10 Millionen US-Dollar angehoben wurde.
Zu Beginn der Saison lag der Cap Space, die Differenz zwischen Gehaltsobergrenze und den bisherigen Gehaltsausgaben, der einzelnen Teams bei:
| Team                 | Cap Space    |
| -------------------- | ------------ |
| Indianapolis Colts   | $106.436.235 |
| New York Jets        | $96.284.882  |
| Houston Texans       | $80.903.667  |
| Buffalo Bills        | $79.986.112  |
| Cleveland Browns     | $79.199.465  |
| Oakland Raiders      | $72.420.680  |
| San Francisco 49ers  | $67.493.622  |
| Seattle Seahawks     | $48.378.466  |
| Cincinnati Bengals   | $49.467.713  |
| Dallas Cowboys       | $47.620.275  |
| Tennessee Titans     | $43.514.313  |
| Arizona Cardinals    | $37.586.094  |
| Denver Broncos       | $34.581.784  |
| Green Bay Packers    | $34.529.260  |
| Detroit Lions        | $33.648.442  |
| New York Giants      | $26.507.535  |
| Kansas City Chiefs   | $25.155.167  |
| Los Angeles Chargers | $22.548.868  |
| Los Angeles Rams     | $21.052.887  |
| Atlanta Falcons      | $22.458.182  |
| New England Patriots | $19.425.720  |
| Baltimore Ravens     | $18.610.157  |
| Carolina Panthers    | $17.459.065  |
| Washington Redskins  | $16.969.921  |
| Pittsburgh Steelers  | $16.329.956  |
| Tampa Bay Buccaneers | $15.708.489  |
| Chicago Bears        | $13.666.141  |
| New Orleans Saints   | $10.799.712  |
| Miami Dolphins       | $9.616.316   |
| Minnesota Vikings    | $5.340.897   |
| Philadelphia Eagles  | $4.233.815   |
| Jacksonville Jaguars | − $2.365.428 |

### Spieler

#### Franchise Tags
Vor Saisonbeginn wurden die Gehälter für mit dem Non-exclusive Franchise Tag belegte Spieler festgelegt. Diese werden durch den Durchschnitt der Gehälter der fünf bestbezahlten Spieler auf ihrer Position ermittelt.
| Position          | Gehalt      |
| ----------------- | ----------- |
| Quarterback       | $24.865.000 |
| Runningback       | $11.214.000 |
| Wide Receiver     | $16.787.000 |
| Tight End         | $10.387.000 |
| Offensive Linemen | $14.067.000 |
| Defensive End     | $17.128.000 |
| Defensive Tackle  | $15.209.000 |
| Linebacker        | $15.443.000 |
| Safety            | $11.150.000 |
| Kicker/Punter     | $4.971.000  |

Im Februar belegten die San Francisco 49ers Kicker Robbie Gould mit einem non-exclusive Franchise Tag. Im Juli 2019 unterschrieb er einen Vierjahresvertrag über 19 Millionen US-Dollar. Im März belegten die Atlanta Falcons Defensive Tackle Grady Jarrett mit einem non-exclusive Franchise Tag, welchen er im April unterschrieb. Ebenfalls im März belegten die Houston Texans Defensive End/Outside Linebacker Jadeveon Clowney mit dem non-exclusive Franchise Tag, tauschten ihn jedoch nach der Preseason zu den Seattle Seahawks. Diese belegten Defensive End Frank Clark mit einem non-exclusive Franchise Tag, tauschten ihn aber später zu den Kansas City Chiefs. Auch die Dallas Cowboys belegten mit DeMarcus Lawrence einen Defensive End mit einem non-exclusive Franchise Tag. Er unterschrieb stattdessen aber einen Fünfjahresvertrag bei den Cowboys. Die Chiefs belegten Linebacker Dee Ford mit einem Franchise Tag, tauschten ihn aber später zu den 49ers.

#### Rücktritte
Nach Beginn des Ligajahres am 13. März 2019 gab noch im selben Monat Punter Shane Lechler, sechsmaliger All-Pro und Mitglied des 2000s All-Decade Team, nach 18 Saisons sein Karriereende bekannt. Auch Pro-Bowl-Guard T. J. Lang gab nach zehn Saisons sein Ausscheiden aus der NFL bekannt. Pro-Bowl-Wide-Receiver und Comeback Player of the Year 2016, Jordy Nelson, zog sich nach elf Saisons aus dem Profisport zurück. Der viermalige All-Pro-Tight End und dreifacher Super-Bowl-Gewinner Rob Gronkowski beendete nach neun Saisons seine Karriere. Nachdem er die Vorsaison aufgrund einer Oberschenkelverletzung ausgesessen hatte, beendete Wide Receiver Jeremy Maclin nach zehn Jahren seine Zeit im Profifootball. Der Wide Receiver und ehemalige Viertrundenpick von 2016, Malcolm Mitchell, verkündete am 23. März seinen Rückzug aus der NFL. Auch der vierfache All-Pro-Defensive-Lineman Haloti Ngata beendete im März 2019 nach 13 Saisons seine Karriere. All-Pro-Center Max Unger verkündete nach zehn Saisons ebenfalls sein Ausscheiden. Linebacker Brock Coyle gab am 14. März 2019 seinen Rückzug vom aktiven Profisport aus medizinischen Gründen bekannt.
Im April 2019 beendete der Pro-Bowl-Kicker und ehemalige Erstrundenpick von 2000, Sebastian Janikowski, nach 19 Saisons seine Karriere. Drei Jahre nach seinem ersten Rücktritt gab Pro-Bowl-Runningback Marshawn Lynch erneut sein Karriereende bekannt. Auch Runningback Jonathan Stewart gab nach elf Saisons seinen Rückzug vom Profisport bekannt. Cornerback Alterraun Verner gab nach neun Jahren in der NFL sein Ausscheiden bekannt. Tight End Zach Miller, der seit einer Knieverletzung Mitte der Saison 2017 nicht mehr spielte, gab ebenfalls seinen Rückzug vom Profisport bekannt. Linebacker Kyle Emanuel beendete nach nur vier Jahren seine Karriere. Safety Andre Hal gab nach fünf Jahren und einer erfolgreichen Rückkehr nach einer Krebserkrankung aus nicht-gesundheitlichen Gründen sein Karriereende bekannt.
Im Mai trat Defensive End und Gewinner des Walter Payton Man of the Year Awards der Vorsaison, Chris Long, nach elf Jahren zurück. Guard Andy Levitre beendete nach zehn Jahren, der Quarterback und Erstrundenpick aus 2013 EJ Manuel bereits nach fünf Saisons seine Karriere. Center Travis Swanson schloss aus familiären Gründen ebenfalls nach fünf Jahren mit der NFL ab. Pro-Bowl-Wide-Receiver Doug Baldwin schied nach acht Saisons aus gesundheitlichen Gründen aus. Quarterback Derek Anderson trat nach 13 Saisons vom Profisport zurück, Linebacker Martrell Spaight bereits nach vier Jahren. All-Pro-Linebacker und Erstrundenpick aus 2005, Derrick Johnson, beendete im Mai 2019 ebenfalls seine Karriere. Gleich tat es ihm Pro-Bowl-Runningback Jamaal Charles, der elf Saisons in der NFL spielte. zurück.
Im Juni 2019 gab der vierfache All-Pro-Linebacker NaVorro Bowman sein Karriereende bekannt. Auch Quarterback Josh McCown zog nach 17 Jahren einen Schlussstrich. McCown trat im August 2019 jedoch von seinem Rücktritt zurück und unterschrieb einen Vertrag bei den Philadelphia Eagles.
Im Juli beendete Pro-Bowl-Safety Glover Quin nach einem Jahrzehnt in der NFL seine Karriere. Linebacker Derrick Morgan zog sich nach neun Jahren aus dem Profisport zurück. Guard Clint Boling gab nach acht Saisons seinen Rücktritt aus medizinischen Gründen bekannt. Der Safety Chris Marago, der vor allem in den Special Teams von sich überzeugen konnte, verkündete nach acht Saisons sein Karriereende. Defensive End Robert Ayers zog sich nach neun Saisons aus dem Profisport zurück. Wide Receiver Aaron Burbridge gab bereits nach drei Saisons sein Ausscheiden aus der NFL bekannt. Safety Rafael Bush beendete nach neun Saisons seine Karriere. Quarterback Mark Sanchez reichte nach zehn Saisons seine Rücktrittspapiere ein um bei ABC/ESPN eine Analystenstelle anzutreten. Nachdem er es im Mai 2019 bereits ankündigte, trat im Juli 2019 auch Linebacker Telvin Smith nach fünf Jahren zurück.
Im August 2019 gab Tight End Niles Paul nach acht Saisons sein Karriereende bekannt. Auch All-Pro-Kicker Phil Dawson beendete nach 21 Jahren seine Karriere. Pro-Bowl-Runningback Willis McGahee zog sich nach elf Jahren aus der NFL zurück. Auch All-Pro-Fullback Vonta Leach schloss nach elf Saisons mit dem Profisport ab. Cornerback Lardarius Webb beendete nach neun Jahren seine Karriere. Nach sechs Jahren erklärte der Kicker Chandler Catanzaro seinen Rücktritt. Nach sieben Jahren beendete auch Wide Receiver Rishard Matthews seine Karriere.
Kurz vor dem dritten Spieltag der Preseason gab Andrew Luck, Quarterback und Gesamterster des Draft 2012, überraschend nach sieben Jahren bei den Indianapolis Colts sein Karriereende bekannt. Als Grund nannte er die ständig wiederkehrenden Verletzungsprobleme der letzten Jahre. Auch Pro-Bowl-Tackle Jermon Bushrod beendete nach zwölf Saisons seine Karriere. Im September 2019 gab nach acht Saisons und zwei Super-Bowl-Siegen der Wide Receiver Torrey Smith seinen Rückzug vom Hochleistungssport bekannt. Nach dem dritten Spieltag gab der Long Snapper der San Francisco 49ers Jon Condo nach über 14 Jahren seinen Rücktritt bekannt. Mitte Oktober 2019 erklärte auch Quarterback Brock Osweiler nach sieben Saisons seinen Rückzug vom Profisport.

#### Trades
Zu Saisonbeginn tauschten die New York Giants Wide Receiver Odell Beckham Jr. und Defensive End Olivier Vernon für Safety Jabrill Peppers, Guard Kevin Zeitler, einen Erstrunden- und einen Drittrundenpick im NFL Draft 2019 zu den Cleveland Browns. Die Baltimore Ravens schickten nach Erfolgen in der Vorsaison mit dem Rookie Lamar Jackson für einen Viertrundenpick Quarterback Joe Flacco zu den Denver Broncos. Die Pittsburgh Steelers gaben für einen Dritt- und Fünftrundenpick Wide Receiver Antonio Brown an die Oakland Raiders ab, nachdem dieser um einen Trade gebeten hatte. Für die Abgabe ihres Zweitrundenpicks 2020 an die Kansas City Chiefs sicherten sich die San Francisco 49ers die Rechte an Outside Linebacker Dee Ford.
Während des Drafts tauschten die Arizona Cardinals ihre Erstrundenwahl des Vorjahres, Quarterback Josh Rosen, für einen Zweitrundenpick im Draft 2019 und einen Fünftrundenpick im Draft 2020 zu den Miami Dolphins. Die Seahawks tauschten im April 2019 den mit dem Franchise Tag belegten Defensive End Frank Clark für einen Erstrundenpick 2019, einen Zweitrundenpick 2020 und dem Tausch der Drittrundenpicks 2019 zu den Kansas City Chiefs, nachdem sie sich mit ihm nicht auf einen neuen Vertrag einigen konnten.
Im August tauschten die Cleveland Browns Runningback Duke Johnson für einen Viertrundenpick, der unter bestimmten Umständen zu einem Drittrundenpick werden könnte, zu den Houston Texans. Für einen Viertrundenpick 2020 gaben die Baltimore Ravens ihren Sechstrundenpick 2020 und Guard Jermaine Eluemunor an die New England Patriots ab. Die Houston Texans gaben nach dem Ende der Preseason Defensive End Jadeveon Clowney an die Seattle Seahawks ab. Im Gegenzug erhielten sie einen Drittrundenpick, Linebacker Jacob Martin und Pass Rusher Barkevious Mingo. Die Miami Dolphins tauschten ebenfalls mit den Texans. Für zwei Erstrundenpicks, einen Zweitrundenpick, Special Teamer Johnson Bademosi und Offensive Lineman Julien Davenport schickten sie einen Viert- und Sechstrundenpick, Left Tackle Laremy Tunsil und Wide Receiver Kenny Stills nach Houston.
Nach dem zweiten Spieltag gaben die Miami Dolphins Free Safety Minkah Fitzpatrick, einen Viertrundenpick 2020 und einen Siebtrundenpick 2021 im Austausch gegen einen Erstrundenpick und einen Fünftrundenpick 2020 sowie einen Sechstrundenpick 2021 an die Pittsburgh Steelers ab. Nach dem sechsten Spieltag tauschten die Jacksonville Jaguars Cornerback Jalen Ramsey für die Erstrundenpicks von 2020 und 2021 und einen Viertrundenpick 2021 zu den Los Angeles Rams. Nach dem siebten Spieltag wechselte Wide Receiver Mohamed Sanu für einen Zweitrundenpick von den Atlanta Falcons zu den New England Patriots. Darüber hinaus gaben die Denver Broncos Wide Receiver Emmanuel Sanders und einen Fünftrundenpick gegen einen Dritt- und einen Viertrundenpick an die San Francisco 49ers ab.
Zur Trade Deadline tauschten die New York Jets den Defensive Lineman und ehemaligen Erstrundenpick von 2015 Leonard Williams für einen Drittrundenpick und einen konditionellen Fünftrundenpick zu den New York Giants. Es war der erste Trade zwischen den beiden New Yorker Teams seit 1983.

#### Free-Agency-Wechsel
Linebacker Terrell Suggs unterschrieb nach 16 Jahren bei den Baltimore Ravens im März 2019 bei den Arizona Cardinals einen Einjahresvertrag über 7 Millionen US-Dollar. Die Atlanta Falcons verpflichteten Guard James Carpenter für vier Jahre und 21 Millionen US-Dollar. Die Ravens gaben Runningback Mark Ingram einen Dreijahresvertrag über 15 Millionen und Free Safety Earl Thomas einen Vierjahresvertrag über 55 Millionen. Wide Receiver Cole Beasley unterschrieb für vier Jahre und 29 Millionen US-Dollar bei den Buffalo Bills.
Die Cleveland Browns sicherten sich mit einem 36-Millionen-US-Dollar-Vertrag über drei Jahre die Dienste von Defensive Tackle Sheldon Richardson. Offensive Tackle Matt Kalil wurde für 7,5 Millionen von den Houston Texans für ein Jahr verpflichtet. Die Jacksonville Jaguars gaben Quarterback Nick Foles einen Vierjahresvertrag über 88 Millionen US-Dollar um den entlassenen Blake Bortles zu ersetzen, welcher wiederum von den Los Angeles Rams für ein Jahr und eine Million US-Dollar verpflichtet wurde.
Safety Tyrann Mathieu wurde von den Kansas City Chiefs für drei Jahre und 42 Millionen US-Dollar verpflichtet. Center Nick Easton unterschrieb einen Vierjahresvertrag über 22,5 Millionen bei den New Orleans Saints. Wide Receiver Golden Tate einigte sich mit den New York Giants auf einen Vierjahresvertrag über 37,5 Millionen. Die New York Jets sicherten sich für 52,5 Millionen US-Dollar für vier Jahre die Dienste von Runningback Le’Veon Bell und für 85 Millionen US-Dollar für fünf Jahre die Dienste von Linebacker C. J. Mosley.
Für vier Jahre und 54 Millionen US-Dollar unterschrieb Linebacker Kwon Alexander bei den San Francisco 49ers Kicker Jason Myers wurde von den Seattle Seahawks für vier Jahre und über 15 Millionen US-Dollar verpflichtet. Defensive Tackle Ndamukong Suh erhielt von den Tampa Bay Buccaneers einen Einjahresvertrag über 9,25 Millionen. Die Tennessee Titans einigten sich mit Guard Rodger Saffold auf einen Vierjahresvertrag über 44 Millionen und mit Defensive End Cameron Wake auf einen Dreijahresvertrag über 23 Millionen. Strong Safety Landon Collins erhielt einen Sechsjahresvertrag über 84 Millionen US-Dollar von den Washington Redskins.

#### Sperren
Im März 2019 sperrte die NFL Runningback Kareem Hunt von den Cleveland Browns wegen Verstößen gegen die Verhaltensrichtlinien der Liga für die ersten acht Spiele. Er war im Februar 2018 in einem Hotel in eine körperliche Auseinandersetzung mit einer Frau verwickelt, wovon später Videoaufnahmen veröffentlicht wurden. Die Defensive Linemen Randy Gregory und David Irving der Dallas Cowboys wurden wegen Verstößen gegen die Drogenrichtlinien der Liga unbegrenzt gesperrt. Im Mai wurde Cornerback Patrick Peterson von den Arizona Cardinals wegen der Einnahme leistungssteigernder Substanzen für die ersten sechs Saisonspiele gesperrt, Guard Alex Redmond von den Cincinnati Bengals wurde aus demselben Grund für vier Spiele gesperrt.
Im Juli 2019 wurde auch Cornerback Ryan Smith von den Tampa Bay Buccaneers von der NFL für die ersten vier Spiele gesperrt, nachdem er positiv auf leistungssteigernde Substanzen getestet wurde. Gleiches gilt auch für Tight End Benjamin Watson von den New England Patriots und Cornerback Holton Hill von den Minnesota Vikings. Hill erhielt drei Monate nach seiner ersten Sperre erneut eine zusätzliche Vier-Spiele-Sperre für das gleiche Vergehen. Guard Richie Incognito von den Oakland Raiders erhielt eine Sperre über zwei Spiele, nachdem er gegen Mitarbeiter eines Bestattungsinstituts Morddrohungen geäußert hatte. Defensive Tackle Ra’Shede Hageman von den Atlanta Falcons wurde für zwei Spiele gesperrt, da er unter Einfluss berauschender Mittel gefahren war.
Tight End Chris Herndon von den New York Jets wurde für vier Spiele gesperrt, nachdem er mit 1,4 Promille einen Verkehrsunfall verursachte. Seine Sperre war doppelt so lang wie normalerweise für Ersttäter, da eine Person bei dem Unfall verletzt wurde. Quarterback Chad Kelly fehlt den Indianapolis Colts vier Spiele, nachdem er für einen Hausfriedensbruch im Oktober 2018 bestraft wurde. Runningback Roc Thomas von den Minnesota Vikings erhielt eine Sperre über drei Spiele, weil er gegen die Drogenrichtlinien der NFL verstoßen hatte.  Defensive Tackle Jarran Reed von den Seattle Seahawks wurde für die ersten sechs Spiele der Saison gesperrt. Anlass war ein Verstoß gegen die Verhaltensrichtlinien Anfang 2017. Auch Tackle Taylor Lewan von den Titans wurde wegen der Einnahme leistungssteigernder Mittel für vier Spiele gesperrt.
Wegen Verstößen gegen die Richtlinien zu leistungssteigernden Substanzen wurde der Wide Receiver Golden Tate von den New York Giants für vier Spiele gesperrt, Defensive End Robert Quinn von den Cowboys für zwei Spiele. Wide Receiver Antonio Callaway erhielt wegen der Einnahme verbotener Substanzen eine Suspendierung über vier Spiele. Cornerback Nevin Lawson von den Oakland Raiders wurde für die Einnahme leistungssteigernder Substanzen im August 2019 für vier Spiele gesperrt, Linebacker Brandon Copeland von den New York Jets ebenso.
Nach dem ersten Spieltag wurde Defensive Tackle Nathan Shepherd von den New York Jets für sechs Spiele gesperrt, nachdem im Juli zweimal positiv auf leistungssteigernde Substanzen getestet wurde. Linebacker Tyrel Dodson von den Bills wurde wegen häuslicher Gewalt für sechs Spiele gesperrt. Wegen der Einnahme verbotener Substanzen wurde nach dem sechsten Spieltag Cornerback P. J. Williams von den Saints für zwei Spiele gesperrt.
Nach dem vierten Spieltag sperrte die NFL Linebacker Vontaze Burfict von den Oakland Raiders für die restliche Saison, nachdem er einen verbotenen Helm-Helm-Kontakt forciert hatte. Burfict war bereits in der Vergangenheit mehrfach durch den Einsatz unnötiger und gefährlicher Härte aufgefallen. Es ist die längste Sperre, die je für einen Verstoß auf dem Spielfeld ausgesprochen wurde. Für den siebten Spieltag wurde Tackle Cordy Glenn von den Bengals aus disziplinarischen Gründen von seinem eigenen Team gesperrt.
Nachdem Defensive End Myles Garrett im Spiel der Cleveland Browns gegen die Pittsburgh Steelers dem gegnerischen Quarterback der Steelers Mason Rudolph erst dessen Helm vom Kopf riss und ihn danach mit diesem schlug, wurde er von der NFL bis mindestens zum Ende der laufenden Saison suspendiert. Für ihre Aktionen im darauf folgenden Handgemenge wurden Center Maurkice Pouncey (Steelers) für drei Spiele und Defensive Tackle Larry Ogunjobi (Browns) für ein Spiel gesperrt. Alle drei Spieler legten Einspruch gegen das Urteil ein, jedoch konnte nur Pouncey seine Strafe abmildern – die Sperre wurde um ein Spiel reduziert.
Für den zwölften und dreizehnten Spieltag sperrte die NFL Cornerback Michael Davis von den Los Angeles Chargers. Grund war ein Verstoß gegen die Richtlinien über Substanzmissbrauch. Ende November 2019 sperrte die NFL den Cornerback Josh Shaw von den Arizona Cardinals für verbotene Wetten auf NFL-Spiele. Die Sperre ist unbeschränkt, Shaw darf jedoch frühestens nach der Saison 2020 zurückkehren. Manipulationen von NFL-Spielen wurden nicht festgestellt. Er war der erste Spieler seit 1996, der für NFL-Wetten gesperrt wurde.
Nach dem 15. Spieltag wurde Defensive Tackle Al Woods von den Seattle Seahawks für vier Spiele gesperrt, nachdem er positiv auf leistungssteigernde Substanzen getestet wurde. Vor dem letzten Spieltag der Regulären Saison wurde Rookie-Cornerback Jordan Miller von den Atlanta Falcons wegen der Einnahme leistungssteigernder Substanzen für vier Spiele gesperrt.

### General-Manager- und Head-Coach-Wechsel
Die Cleveland Browns, welche sich nach dem achten Spieltag der Saison 2018 von Hue Jackson trennten, beförderten Freddie Kitchens zum neuen Head Coach. Die Green Bay Packers verpflichteten Matt LaFleur, zuvor Offensive Coordinator bei den Tennessee Titans, als neuen Head Coach. Im Dezember 2018 hatten sie sich zuvor vom langjährigen Cheftrainer Mike McCarthy getrennt. Die Miami Dolphins ernannten Brian Flores, zuvor Linebackertrainer bei den New England Patriots, zu ihrem 13. Head Coach. Zuvor hatten sie sich zu Saisonende von Adam Gase getrennt, der daraufhin neuer Head Coach der New York Jets wurde, welche sich von Todd Bowles getrennt hatten.
Die Arizona Cardinals trennten sich von Steve Wilks und ernannten Kliff Kingsbury zu ihrem neuen Head Coach, bei den Tampa Bay Buccaneers übernahm Bruce Arians nach der Entlassung von Dirk Koetter diesen Posten. Die Cincinnati Bengals trennten sich von Head Coach Marvin Lewis und verpflichteten den vormals als Positionstrainer bei den Los Angeles Rams aktiven Zac Taylor. Bei den Denver Broncos übernahm Vic Fangio den Cheftrainerposten von Vance Joseph. Die Oakland Raiders verpflichteten Mike Mayock als Nachfolger des im Dezember 2018 entlassenen Reggie McKenzie für den Posten des General Managers.
Im Mai 2019 entließen die New York Jets ihren General Manager Mike Maccagnan. Joe Douglas wurde im Juni zu seinem Nachfolger ernannt. Ebenfalls im Juni entließen die Houston Texans ihren General Manager Brian Gaine.
Nach dem vierten Spieltag entließen die Washington Redskins ihren Head Coach Jay Gruden. Interims-Head-Coach für die restliche Saison wurde Bill Callahan. Nach nur fünf Siegen in den ersten zwölf Saisonspielen trennten sich die Carolina Panthers von Ron Rivera. Secondary-Trainer Perry Fewell wurde zum Interims-Head-Coach ernannt.

### Schiedsrichter
Mit Ende der Saison 2018 traten die Referees Walt Coleman und Pete Morelli sowie der Down Judge Steve Stelljes vom Schiedsrichterposten zurück. Die Side Judges Adrian Hill und Scott Novak wurden daraufhin zum Referee befördert. Ende März 2019 verkündete auch Referee John Parry, dass er seine Schiedsrichterkarriere beende und zu ESPN als Regelanalyst wechsle. Als Ersatz wurde Field Judge Brad Rogers zum Referee befördert. Neu verpflichtet wurden die Back Judges Dave Hawkshaw und Jimmy Russell, die Line Judges Patrick Holt und Tripp Sutter, Side Judge Nate Jones und Umpire Terry Killens. Hawkshaw wurde dabei aus der Canadian Football League abgeworben, die anderen fünf wurden aus der aufgelösten Alliance of American Football rekrutiert. Alle Neuanwerbungen nahmen zuvor am NFL Officiating Development Program teil.

## Besondere Vorkommnisse

### Jubiläen
Zum 100-jährigen Bestehen der Liga führte die NFL ein NFL-100-Logo ein, das auf allen Bällen und im Nackenbereich der Spielertrikots gezeigt werden wird. Zudem wird eine Gruppe von ehemaligen Spielern, General Managern, Trainern, NFL-Historikern und Medienvertretern ein All-Time-Team und die zehn größten Trainer wählen. Für den Super Bowl LII ließ die NFL einen besonderen Werbespot produzieren. Der von Peter Berg, Regisseur von Friday Night Lights, gedrehte, zweiminütige Werbefilm enthält Auftritte von 22 aktiven Spielern, 22 ehemaligen Spielern, zwei Schiedsrichtern und von Commissioner Roger Goodell. Es war die populärste Super-Bowl-Werbung des Jahres.
Die NFL wählte zudem für jeden Spieltag ein NFL100 Game of the Week aus, welches ein historisches Spiel, eine jahrzehntelange Rivalität oder Ähnliches repräsentiert.
| Spieltag | Mannschaften          | Ausgang | Bedeutung                                                                              |
| -------- | --------------------- | ------- | -------------------------------------------------------------------------------------- |
| 1        | Packers vs. Bears     | 10:3    | Packers-Bears-Rivalität; längste Rivalität der NFL                                     |
| 2        | Browns vs. Jets       | 23:3    | Erstes Monday-Night-Football-Spiel                                                     |
| 3        | Cowboys vs. Dolphins  | 06:31   | Super Bowl VI                                                                          |
| 4        | Chargers vs. Dolphins | 30:10   | Epic in Miami                                                                          |
| 5        | Bills vs. Titans      | 14:7    | Music City Miracle                                                                     |
| 6        | Patriots vs. Giants   | 14:35   | Super Bowl XLII und Super Bowl XLVI                                                    |
| 7        | Raiders vs. Packers   | 24:42   | Super Bowl II                                                                          |
| 8        | Packers vs. Chiefs    | 31:24   | Super Bowl I                                                                           |
| 9        | Vikings vs. Chiefs    | 23:26   | Super Bowl IV                                                                          |
| 10       | Falcons vs. Saints    | 26:9    | Falcons-Saints-Rivalität; Erstes Spiel der Saints in New Orleans nach Hurrikan Katrina |
| 11       | Patriots vs. Eagles   | 17:10   | Super Bowl XXXIX und Super Bowl LII                                                    |
| 12       | Raiders vs. Jets      | 03:34   | Heidi Game                                                                             |
| 13       | 49ers vs. Ravens      | 17:20   | Super Bowl XLVII                                                                       |
| 14       | Bengals vs. Browns    | 19:27   | Bengals-Browns-Rivalität; beide Mannschaften wurden von Paul Brown gegründet           |
| 15       | Colts vs. Saints      | 07:34   | Super Bowl XLIV                                                                        |
| 16       | Raiders vs. Chargers  | 24:17   | Chargers-Raiders-Rivalität, Holy Roller                                                |
| 17       | 49ers vs. Seahawks    | 26:21   | 49ers-Seahawks-Rivalität, 2013 NFC Championship (The Tip)                              |

Die Chicago Bears bestreiten zu dieser Saison ebenfalls ihr 100-jähriges Jubiläum. Im November 2018 präsentierten sie ihr Jubiläumslogo. Dieses ist optisch am Jubiläumslogo der Liga angelehnt und wird von den Bears auch anstelle dessen getragen. Am 7. Juni 2019 präsentierten sie eine neue Retro-Uniform, die von den Trikots der Mannschaft von 1936 inspiriert ist. Diese Uniform soll in zwei Heimspielen getragen werden. Vom 7. bis 9. Juni hielten die Bears zudem das Bears100 Celebration Weekend ab. Zudem dürfen die Bears das erste Regular-Season-Spiel der NFL, das NFL Kickoff Game, gegen die Green Bay Packers austragen. Damit bricht die Liga mit ihrer jahrelangen Tradition, dass der Titelverteidiger die Saison eröffnet. Die New England Patriots spielen stattdessen im Sunday Night Game.
Die acht Gründungsmitglieder der American Football League feiern ebenfalls ihr 60-jähriges Bestehen. Die Oakland Raiders, die ihre letzte Saison in Oakland vor dem Umzug nach Las Vegas verbringen, gaben dafür ein neues Logo heraus. Die Jacksonville Jaguars und Carolina Panthers feiern hingegen ihr 25-jähriges Bestehen. Die Jaguars ließen dafür ein All-25 der 25 besten ehemaligen Spieler wählen, führten ein Jubiläumslogo ein und führten Retro-Elemente ein.

### Uniformänderungen
Im April gaben die Houston Texans die erste Uniformänderungen seit ihrem Bestehen bekannt. Zum bestehenden Trikot wurde das Logo der Texans über dem Spielernamen auf dem Rücken ergänzt. Die New York Jets führten die vierte Uniformneugestaltung in ihrer Geschichte ein. Neben neuen weißen und grünen Hosen und Trikots wurden grüne Helme wieder und eine schwarze Alternativuniform erstmals eingeführt. Die Los Angeles Chargers erklärten zur Saison 2019 ihre hellblauen Trikots zum primären Heimtrikot zu machen. Zudem änderten sie die Farbe ihrer Facemasks zu gold. Die Miami Dolphins gaben im August 2019 bekannt, dass sie zu Ehren des verstorbenen ehemaligen Spielers und Hall-of-Fame-Linebackers Nick Buoniconti seine Initialen auf dem Helm tragen werden. Im September 2019 gaben sie bekannt, dies zusätzlich für den ebenfalls verstorbenen Hall-of-Fame-Offensive-Lineman Jim Langer zu tun.
Am neunten Spieltag änderten die Kansas City Chiefs im Spiel gegen die Minnesota Vikings die Farbe ihrer Facemask von weiß auf grau. Damit wollte man an den Sieg der Chiefs gegen die Vikings im Super Bowl III 1969 erinnern. Die Chicago Bears änderten zum 12. Spieltag ihre Helme, indem sie das „C“-Logo in weiß hielten und grau Facemasks trugen. Dies geschah zur Ehrung der Bears in den 1960ern.

### Ehrungen
Die Tennessee Titans gaben im Juni 2019 bekannt, dass sie am 15. September 2019 im Heimspiel gegen die Indianapolis Colts die Trikotnummern von Steve McNair (9) und Eddie George (27) zurückziehen werden. McNair wurde als Gesamtdritter im NFL Draft 1995 von den Titans, damals noch als Houston Oilers, ausgewählt und erzielte mit 20 spielentscheidenden Drives die zweitmeisten in der Geschichte des Franchise, nur hinter Warren Moon mit 23. Zudem warf in seinen elf Saisons bei den Titans für 27.141 Yards. McNair wurde 2009 getötet. George war der Erstrundenpick der Oilers 1996. Er hält mit 10.009 erlaufenen Yards über acht Saisons den Karrierefranchiserekord und konnte als erster Spieler in der NFL-Historie in acht aufeinanderfolgenden Saisons 300 oder mehr Läufe erzielen. Zusammen verhalfen sie dem Team zu vier Play-off-Teilnahmen, zwei Divisionstiteln (2000 und 2002), zwei Conference-Championship-Teilnahmen (1999 und 2002) sowie mit dem Super Bowl XXXIV zur einzigen Teilnahme des Franchises an einem Super Bowl.
Die Carolina Panthers gaben im Mai 2019 bekannt, Wide Receiver Steve Smith, Quarterback Jake Delhomme, Tight End Wesley Walls und Offensive Tackle Jordan Gross in die Carolina Panthers Hall of Honor aufzunehmen. Es waren die erste Aufnahmen seit 1998 und die Anzahl der Mitglieder wurde mehr als verdoppelt, da es zuvor nur drei Mitglieder gab. Ebenfalls im Mai gaben die Indianapolis Colts bekannt, Defensive End Dwight Freeney in den Indianapolis Colts Ring of Honor aufzunehmen. Freeney spielte 16 Saisons in der NFL, den Großteil davon bei den Colts. Während seiner Zeit in Indianapolis wurde er in sieben Pro Bowl gewählt und gewann mit den Colts den Super Bowl XLI. Ende Mai 2019 gaben die Baltimore Ravens die Aufnahme von Brian Billick und Defensive Tackle Haloti Ngata in den Baltimore Ravens Ring of Honor bekannt. Billick, der 2019 aufgenommen werden wurde, war von 1999 bis 2007 Head Coach der Ravens und gewann mit ihnen den Super Bowl XXXV. Ngata, der erst 2020 aufgenommen werden soll, spielte nach seiner Auswahl in der ersten Runde des NFL Draft 2006 bis 2014 für die Ravens und galt als einer der besten Defensive Tackle seiner Zeit. Er wurde zweimal zum All-Pro und fünfmal in den Pro Bowl gewählt.
Die Kansas City Chiefs haben 2019 Guard Brian Waters in ihrer Hall of Fame aufgenommen. Waters spielte nach seiner Verpflichtung 2000 bis 2010 in Missouri und startete für die Chiefs in 149 Spiele. Er wurde in seiner gesamten Karriere sechsmal in den Pro Bowl gewählt und gewann 2009 den Walter Payton Man of the Year Award. Im Juni verkündeten die Minnesota Vikings die Aufnahme von Tight End Steve Jordan als 25. Spieler in den Vikings Ring of Honor. Jordan spielte 13 Saisons für die Vikings, nachdem er 1982 gedraftet wurde. Er fing mit 498 Pässen die drittmeisten in der Franchisehistorie und die meisten eines Tight Ends. Er erzielte dadurch 6.307 Yards und 28 Touchdowns. Die Aufnahme erfolgte während der Halbzeitpause des Donnerstagsspiels der Vikings gegen die Washington Redskins. Auch die Arizona Cardinals gaben eine Aufnahme in ihren Ring of Honor bekannt. Obwohl nur fünf Jahre bei den Cardinals, wurde Quarterback Carson Palmer aufgenommen. Palmer hatte die Cardinals 2015 ins NFC Championship Game geführt. Der Gesamterste des NFL Drafts 2003 verbrachte den Großteil seiner Karriere bei den Cincinnati Bengals und warf für 46.247 Yards, der dreizehnthöchste Wert in der NFL-Geschichte.
Ebenfalls im Juni gaben die Atlanta Falcons die Aufnahme von Wide Receiver Roddy White in den Falcons Ring of Honor bekannt. White verbrachte alle elf Saisons in der NFL bei den Falcons und stellte dabei Franchiserekorde für gefangene Pässe (808), Yards (10.863) und Touchdowns (63) auf. Die Aufnahme des vierfachen Pro Bowlers und All-Pros erfolgte am 8. Dezember 2019 in der Halbzeitpause des Spiels gegen die Carolina Panthers. Am 31. Juli 2019 gaben die Cleveland Browns bekannt, Clay Matthews Jr. in den Browns Ring of Honor aufzunehmen. Matthews spielte 16 Saisons für die Browns in den 1970ern bis in die 1990er. Er wurde dabei viermal in den Pro Bowl gewählt. Die Aufnahme fand in der Halbzeitpause des dritten Spiels statt, als die Los Angeles Rams, bei denen auch Matthews Sohn Clay Matthews III spielt, zu Besuch waren.
Die Houston Texans gaben im August 2019 bekannt, Bob McNair, erster Besitzer des Franchises, in den Texans Ring of Honor aufzunehmen. Die Aufnahme fand am 6. Oktober 2019 während des Spiels gegen die Atlanta Falcons statt, dem 20. Jahrestag der Franchisevergabe nach Houston. Am 30. September gaben die Seattle Seahawks bekannt, ihren langjährigen Besitzer Paul Allen in den Seattle Seahawks Ring of Honor aufzunehmen. Allen, der im Oktober 2018 verstorben war, hatte das Franchise 1997 erworben und so vor einem Umzug bewahrt. Die Aufnahme fand am 3. Oktober 2019 während des Donnerstagsspiels gegen die Los Angeles Rams statt. Am 2. Oktober 2019 gaben die New Orleans Saints bekannt, Will Smith in ihren Ring of Honor aufzunehmen. Der 2016 verstorbene Defensive End hatte zehn Saisons bei den Saints gespielt und über 60 Sacks in dieser Zeit erzielt.

### Kontroversen um Antonio Brown
Der Wide Receiver Antonio Brown war in der Off-Season, Preseason und Regular Season in diversen Kontroversen verwickelt. Brown wurde von seinem vorherigen Team, den Pittsburgh Steelers, zum Spiel Woche 17 der Vorsaison (30. Dezember 2018) wegen Streits mit den Teamkollegen und dem Fehlen beim Training sowie Team-Meeting aussortiert. Anschließend wurde er im März 2019 für einen Dritt- und einen Fünftrundenpick zu den Oakland Raiders getradet. Am 3. August 2019 veröffentlichte Brown auf Instagram ein Bild seiner Fußverletzungen. Es stellte sich heraus, dass Brown im Juli 2019 in einer Kältekammer unzureichendes Schuhwerk trug und Gefrierbränden an den Füßen bekam. Damit verpasste er im August nicht nur das Trainingslager – wovon er zehn der elf Trainingstage verpasste –, es gab auch Bedenken hinsichtlich seiner Einsatzfähigkeit zu Beginn der Preseason. Knapp eine Woche später wurde zudem bekannt, dass Browns Helmmodell von der NFL wegen unzureichenden Schutzes gesperrt worden war, was Brown dazu veranlasste, das Training zu unterbrechen sowie mit Karriere-Ende zu drohen, wenn er nicht mit seinem favorisierten Helmmodell spielen dürfe. Brown reichte zwei Beschwerden gegen die NFL ein, die er beide verlor. Brown akzeptierte dann das neue Helmmodell und kehrte zum Training zurück, verpasste damit allerdings alle Preseason-Spiele.
Brown veröffentlichte am 4. September 2019 auf Instagram einen Brief vom General Manager der Oakland Raiders Mike Mayock, der ihn eine Strafe von rund 54.000 US-Dollar wegen unentschuldigten Fehlens benachrichtigte (Fernbleiben eines Trainings und Walkthroughs). Einen Tag später kam es zu einer Unterredung zwischen Brown und Mayock, wo es zu einem heftigen Streit kam. Brown soll Mayock zudem mit Schlägen gedroht haben. Mehrere Teamkollegen gingen dazwischen und hielten Brown zurück – darunter ausgerechnet Vontaze Burfict, welcher für seine übertriebene Härte bekannt ist. Am darauffolgenden Tag entschuldigte sich Brown beim Team, wenige Stunden später veröffentlichte Brown allerdings ein YouTube-Video, welches ein mitgeschnittenes Telefonat mit dem Headcoch Jon Gruden enthält – in Kalifornien ist eine Veröffentlichung eines Telefonmitschnitts ohne Zustimmung eine Straftat. Gruden soll allerdings vom Video begeistert gewesen sein. Am nächsten Morgen forderte er die Raiders via Instagram um Vertragsauflösung, da wegen Fehlverhalten sein garantiertes Gehalt von über 29 Millionen US-Dollar gestrichen worden war sowie eine Strafzahlung von über 215.000 US-Dollar bezahlen musste. Die Raiders haben den von Antonio Brown geäußerten Wunsch stattgegeben. Noch am selben Tag – am 7. September 2019 – unterschrieb er bei den New England Patriots einen neuen Vertrag.
Am 10. September 2019 reichte Antonio Browns ehemalige Trainerin Britney Taylor eine Klageschrift ein. Taylor beschuldigt ihn der Vergewaltigung sowie sexueller Nötigung. Die NFL setzte ihn nicht auf der Commissioner Exempt List (Ausschluss vom Spielbetrieb auf unbestimmt Zeit), wodurch Brown für die Patriots in Woche 2 gegen die Miami Dolphins antreten konnte. Am 16. September 2019 warf eine weitere Frau Brown sexuelle Nötigung vor. Eine Untersuchung wurde in beiden Fällen eingeleitet. Brown und seine Anwälte bestritten beide Anschuldigungen. Am selben Tag verklagte der in Pittsburgh ansässige Victor Prisk, der während seiner Zeit bei den Steelers mit Brown zusammengearbeitet hatte, Antonio Brown wegen unbezahlter Rechnung in Höhe von 11.500 US-Dollar. Am 20. September 2019 wurde Brown von den Patriots entlassen, nachdem er seiner zweiten Anklägerin einschüchternde Textnachrichten geschickt hatte.
Am 4. Oktober 2019 reichte Brown offiziell Klage gegen die Oakland Raiders und die New England Patriots ein, Brown verlangt rund 40 Millionen US-Dollar. Eine Entscheidung wird im Frühjahr 2020 erwartet.
Da die rechtlichen Untersuchungen nicht beendet bzw. geklärt sind, kann die NFL ihn – nach einer Verpflichtung durch einen NFL-Klub – jederzeit auf der Commissioner Exempt List setzen. So interessierten sich im Dezember 2019 die New Orleans Saints für eine Verpflichtung Browns, nahmen aber aufgrund seines unklaren Status Abstand.

### Browns-Steelers Schlägerei

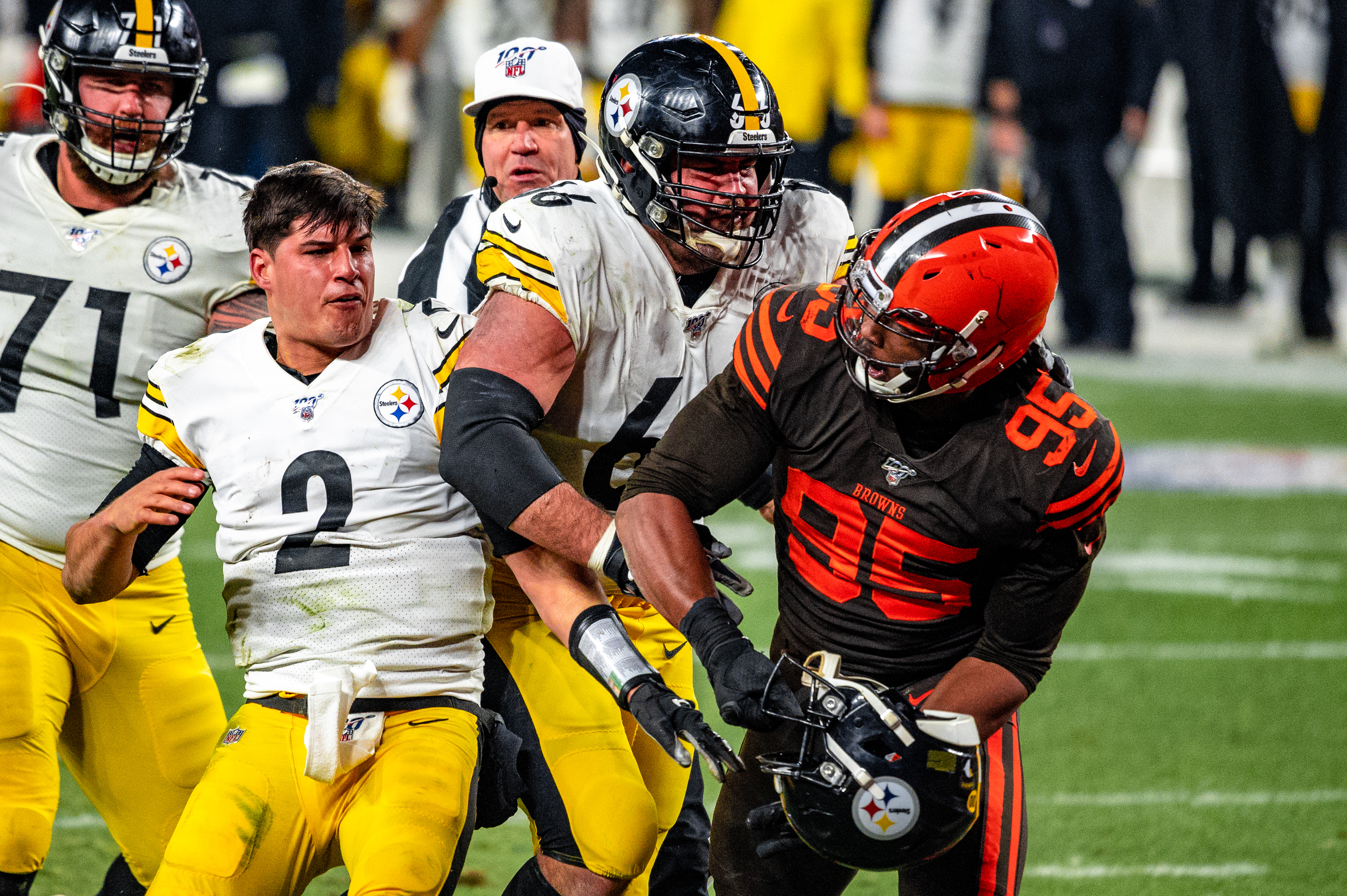
Szene des Kampfes

In den letzten Sekunden des Spiels zwischen den Pittsburgh Steelers und Cleveland Browns am 14. November tackelte Myles Garrett (Defensive End der Browns) Quarterback Mason Rudolph von den Steelers, nachdem Rudolph einen Pass zu Runningback Trey Edmunds geworfen hatte. Verärgert über das späte Tackling griff Rudolph Garrett an, indem er versuchte, Garrett den Helm vom Kopf zu ziehen. Garrett riss dann Rudolphs Helm ab und schlug Rudolph damit gegen den Kopf. Daraufhin griff Maurkice Pouncey, Center der Steelers, Garrett an und trat dem am Boden liegenden Garrett gegen den Kopf. Später beteiligte sich noch Larry Ogunjobi, Defensive Tackle der Browns, an der Schlägerei, indem er Rudolph von hinten umschubste. Garrett, Ogunjobi und Pouncey wurden alle aus dem Spiel geworfen. Nach dem Spiel wurde Garrett für den Rest der Saison (6 Spiele) gesperrt, während Pouncey eine 2-Spiele-Sperre und Ogunjobi eine 1-Spiel-Sperre erhielten.

### Sonstiges
Im April 2019 gaben die Seattle Seahawks Quarterback Russell Wilson eine vorzeitige Vertragsverlängerung über vier Jahre. Mit einem Durchschnittsverdienst von 35 Millionen US-Dollar pro Jahr wurde er der höchstbezahlte Spieler in der NFL-Historie. Auch sein Signing Bonus von 65 Millionen und sein garantiertes Gehalt von 107 Millionen US-Dollar stellen neue Ligarekorde dar. Der Rekord für das höchste garantierte Gehalt wurde noch vor dem ersten Spieltag von Carson Wentz (107,9 Mio.) und Jared Goff (110 Mio.) gebrochen. Anfang Juli 2019 war Defensive Tackle Kendrick Norton von den Miami Dolphins in einen Autounfall verwickelt. Er zog sich dabei schwere Armverletzungen zu, weshalb sein linker Arm amputiert werden musste. Am 31. Juli 2019 gaben die New Orleans Saints Michael Thomas, der im letzten Jahr seines Rookievertrages war, einen Fünfjahresvertrag über 100 Millionen US-Dollar. Dies machte ihn zum höchstbezahlten Wide Receiver in der Geschichte der NFL und zum ersten Nicht-Quarterback, dessen Vertrag die 100-Millionen-Marke überschritt. Am 28. September 2019 gab die NFL bekannt, mit der NFL Referees Association einen neuen Tarifvertrag ausgehandelt zu haben. Der für die Saison 2019 gültige Tarifvertrag sollte im Mai 2020 auslaufen, der neuen Tarifvertrag endet im Mai 2026.

### Rekorde
Woche 1
- Lamar Jackson ist mit 22 Jahren und 244 Tagen der jüngste Spieler in der NFL-Geschichte, der ein perfektes Quarterback Rating erreicht hat.[204]

Woche 2
- Der Wide Receiver JuJu Smith-Schuster von den Pittsburgh Steelers ist mit 22 Jahren und 297 Tagen der jüngste Spieler der NFL-Geschichte, der in einer Karriere mindestens 2.500 Yards fing. Er übertraf den Rekord des Wide Receivers Randy Moss (22 Jahre und 310 Tage).[205]

Woche 7
- Mit 350 erzielten Touchdowns in nur 172 Spielen konnte Aaron Rodgers diese Marke mit den bisher wenigsten Spielen erreichen. Bisheriger Rekordhalter war Drew Brees, der 180 Spiele für 350 Touchdowns benötigte.[206]
- Matthew Stafford, Quarterback der Detroit Lions, erreichte im Spiel gegen die Minnesota Vikings die 40.000-Passing-Yards-Marke so schnell wie kein anderer NFL-Quarterback zuvor. Der 31-Jährige benötigte 147 Partien. Der bisherige Rekordhalter Matt Ryan von den Atlanta Falcons, erreichte diese Marke selbst erst in Week 10 der Saison 2017, benötigte jedoch 151 Spiele.[207]
- Brett Maher von den Dallas Cowboys verwandelte ein 63-Yard Field-Goal und wurde damit der erste Kicker, der in seiner Karriere drei Field-Goals aus einer Entfernung von 60-Yards oder mehr erzielen konnte.[208]

Woche 8
- Drew Brees erreichte als erster Quarterback die Marke von 75.000 geworfenen Yards.[209]
- Andy Dalton, Quarterback der Cincinnati Bengals, startete die Saison mit einem 0-8-Record. Da er 2015 mit einem 8-0-Record startete, ist er seit 1950, als die NFL den Sieg/Niederlagen-Record zum ersten Mal  offiziell bestimmte, der erste Quarterback, der sowohl einen 0-8-, als auch einen 8-0-Record aufweist.[210]
- Bill Belichick erreichte als dritter Trainer neben Don Shula und George Halas die Marke von 300 Siegen (Regular Season und Playoffs)[211]

Woche 10
- Kyler Murray stellte mit 211 Pässen einen neuen Rookie-Rekord für die meisten Pässe in Folge ohne Interception auf. Diesen Rekord hatten sich zuvor Derek Carr und Dak Prescott mit 176 fehlerfreien Pässen geteilt.[212]

Woche 11
- Adam Vinatieri schoss seinen 710. Karriere-Field-Goal-Versuch und stellte damit einen neuen NFL-Rekord auf. Vorheriger Rekordhalter war Morten Andersen mit 709 Field-Goal-Versuchen.[213]

Woche 12
- Mit 157,4 kg (347 lbs) wurde Vita Vea von den Tampa Bay Buccaneers der schwerste Spieler in der NFL-Historie, der einen Touchdown erzielte.[214]

Woche 14
- Im Spiel zwischen den New York Jets und Miami Dolphins wurde mit 10 Field Goals ein neuer Rekord für die Anzahl in einem Spiel durch beide Teams aufgestellt.[215]

Woche 15
- Beim 34:7-Sieg über die Indianapolis Colts stellte Drew Brees mit 541 geworfenen Touchdown-Pässen den Rekord von Peyton Manning für die meisten geworfenen Touchdownpässe ein.[216]
- Lamar Jackson konnte mit 1.103 Yards nach dem Spiel den Rekord für die meisten erlaufenen Yards in einer Saison eines Quarterbacks erzielen. Er überholte im Spiel gegen die New York Jets den bisherigen Rekordhalter Michael Vick (1.039, 2006).[217]

Woche 16
- Michael Thomas (New Orleans Saints) fing gegen die Tennessee Titans zwölf Pässe und erreichte mit 146 gefangenen Pässen in einer Saison einen neuen Bestwert und übertraf damit die alte von Marvin Harrison aus dem Jahr 2002.[218]

Woche 17
- Jameis Winston wurde der erste Spieler in der Geschichte der NFL, der in einer Saison für 30+ Touchdowns und 30 Interceptions warf.[219]
- Mit 3.296 erlaufenen Yards stellten die Baltimore Ravens einen neuen Teamrekord für Laufyards in einer Saison auf. Sie brachen den alten Rekord von 3.165 Yards der New England Patriots aus dem Jahr 1978. Zudem gelang dem Ravens als erstes Team eine Saison mit durchschnittlich über 200 Yards sowohl im Lauf- als auch im Passspiel je Spiel.[220]
- Ryan Fitzpatrick wurde mit 37 Jahren und 35 Tagen der älteste Spieler, de je sein Team in erlaufenen Yards (239) und Touchdowns (4) anführte.[221]

Divisional Round
- Derrick Henry wurde zum ersten Spieler, der zwei Mal in einem Play-off-Spiel für über 175 Yards lief.[222]
- Lamar Jackson erlief als erster Spieler in der Playoffgeschichte mehr als 100 Yards und passte gleichzeitig für mehr als 300 Yards in einem Spiel.[222]

Conference Championships
- Raheem Mostert ist der erste Spieler in der NFL-Geschichte, der in einem Play-off-Spiel mindestens 200 Yards und vier Touchdowns erlief.[223]
- Mostert ist zudem der erste Spieler, der in einer Halbzeit eines Play-off-Spiels für 150 Yards und drei Touchdowns lief. Diese Leistung schaffte er dabei in der ersten Halbzeit.[223]
- Mostert erhöhte mit seinen 220 erlaufenen Yards den Rekord für die meisten erlaufenen Yards in einem Conference Championship-Spiel. Der bisherige Rekord hielt Keith Lincoln mit 206 Yard.[223]

Super Bowl
- Deebo Samuel lief für 53 Yards – ein neuer Rekord für einen Wide Receiver in einem Super Bowl.[224]

### Saisonbestleistungen
Folgende Saisonbestleistungen wurden 2019 erreicht:
| Statistikwert           | Spieler                                                           | Wert  |
| ----------------------- | ----------------------------------------------------------------- | ----- |
| Geworfene Yards         | Jameis Winston (TB)                                               | 5.109 |
| Geworfene Touchdowns    | Lamar Jackson (BAL)                                               | 36    |
| Erlaufene Yards         | Derrick Henry (TEN)                                               | 1.540 |
| Erlaufene Touchdowns    | Aaron Jones (GB) Derrick Henry (TEN)                              | 16    |
| Gefangene Pässe         | Michael Thomas (NOR)                                              | 149   |
| Gefangene Yards         | Michael Thomas (NOR)                                              | 1.725 |
| Gefangene Touchdowns    | Kenny Golladay (DET)                                              | 11    |
| Tackles                 | Bobby Wagner (SEA)                                                | 159   |
| Sacks                   | Shaquil Barrett (TB)                                              | 19,5  |
| Interceptions           | Stephon Gilmore (NE) Anthony Harris (MIN) Tre'Davious White (BUF) | 6     |
| erzwungene Fumbles      | Chandler Jones (ARI) T. J. Watt (PIT)                             | 7     |
| erzielte Punkte         | Harrison Butker (KAN)                                             | 147   |
| verwandelte Field Goals | Harrison Butker (KAN)                                             | 34    |
| gepuntete Yards         | Lac Edwards (NYJ)                                                 | 3.991 |

### Auszeichnungen

#### Spieler der Woche/des Monats
| Week/ Month | Offensive Player of the Week/Month | Offensive Player of the Week/Month | Defensive Player of the Week/Month | Defensive Player of the Week/Month | Special Teams Player of the Week/Month | Special Teams Player of the Week/Month |
| Week/ Month | AFC                                | NFC                                | AFC                                | NFC                                | AFC                                    | NFC                                    |
| ----------- | ---------------------------------- | ---------------------------------- | ---------------------------------- | ---------------------------------- | -------------------------------------- | -------------------------------------- |
| 1           | Lamar Jackson QB (Ravens)          | Dak Prescott QB (Cowboys)          | Cameron Wake OLB (Titans)          | Anthony Harris SS (Vikings)        | Ty Long P (Chargers)                   | Wil Lutz K (Saints)                    |
| 2           | Patrick Mahomes QB (Chiefs)        | Russell Wilson QB (Seahawks)       | Whitney Mercilus OLB (Texans)      | Shaquil Barrett OLB (Buccaneers)   | Jamie Gillan P (Browns)                | Eddy Piñeiro K (Bears)                 |
| 3           | Deshaun Watson QB (Texans)         | Daniel Jones QB (Giants)           | Calais Campbell DE (Jaguars)       | Preston Smith OLB (Packers)        | Jake Bailey P (Patriots)               | Thomas Morstead P (Saints)             |
| 4           | Nick Chubb RB (Browns)             | Jameis Winston QB (Buccaneers)     | Kyle Van Noy LB (Patriots)         | Janoris Jenkins CB (Giants)        | Josh Lambo K (Jaguars)                 | Joey Slye K (Panthers)                 |
| Sept.       | Patrick Mahomes QB (Chiefs)        | Christian McCaffrey RB (Panthers)  | Devin McCourty FS (Patriots)       | Shaquil Barrett OLB (Buccaneers)   | Jamie Gillan P (Browns)                | Thomas Morstead P (Saints)             |
| 5           | Deshaun Watson QB (Texans)         | Aaron Jones RB (Packers)           | Justin Houston DE (Colts)          | Nick Bosa DE (49ers)               | Justin Tucker K (Ravens)               | Dan Bailey K (Vikings)                 |
| 6           | Sam Darnold QB (Jets)              | Kyler Murray QB (Cardinals)        | Devin Bush Jr. LB (Steelers)       | Landon Collins SS (Redskins)       | Justin Tucker K (Ravens)               | Thomas Morstead P (Saints)             |
| 7           | Jacoby Brissett QB (Colts)         | Aaron Rodgers QB (Packers)         | Tre’Davious White CB (Bills)       | Chandler Jones OLB (Cardinals)     | Josh Lambo K (Jaguars)                 | Brett Maher K (Cowboys)                |
| 8           | James Conner RB (Steelers)         | Aaron Jones RB (Packers)           | Joey Bosa DE (Chargers)            | Nick Bosa DE (49ers)               | Adam Vinatieri K (Colts)               | Dan Bailey K (Vikings)                 |
| Okt.        | Deshaun Watson QB (Texans)         | Kirk Cousins QB (Vikings)          | Stephon Gilmore CB (Patriots)      | Nick Bosa DE (49ers)               | Justin Tucker K (Ravens)               | Zane Gonzalez K (Cardinals)            |
| 9           | Lamar Jackson QB (Ravens)          | Russell Wilson QB (Seahawks)       | Bud Dupree OLB (Steelers)          | Xavier Woods FS (Cowboys)          | Harrison Butker K (Chiefs)             | Mitch Wishnowsky P (49ers)             |
| 10          | Lamar Jackson QB (Ravens)          | Dalvin Cook RB (Vikings)           | Jamal Adams S (Jets)               | Jadeveon Clowney DE (Seahawks)     | Jason Sanders K (Dolphins)             | Younghoe Koo K (Falcons)               |
| 11          | Josh Allen QB (Bills)              | Dak Prescott QB (Cowboys)          | Maxx Crosby DE (Raiders)           | Aaron Donald DT (Rams)             | Jake Bailey P (Patriots)               | Kenjon Barner RB (Falcons)             |
| 12          | Lamar Jackson QB (Ravens)          | Chris Godwin WR (Buccaneers)       | Joe Schobert LB (Browns)           | Fred Warner LB (49ers)             | Matthew Slater WR (Patriots)           | Steven Sims WR (Redskins)              |
| 13          | Deshaun Watson QB (Texans)         | Jared Goff QB (Rams)               | Carlos Dunlap DE (Bengals)         | Cameron Jordan DE (Saints)         | Jason Sanders K (Dolphins)             | Tress Way P (Redskins)                 |
| Nov.        | Lamar Jackson QB (Ravens)          | Michael Thomas WR (Saints)         | T. J. Watt OLB (Steelers)          | Fred Warner LB (49ers)             | Harrison Butker K (Chiefs)             | Cordarrelle Patterson WR (Bears)       |
| 14          | Ryan Tannehill QB (Titans)         | Jimmy Garoppolo QB (49ers)         | Kareem Jackson SS (Broncos)        | Danielle Hunter DE (Vikings)       | Diontae Johnson WR (Steelers)          | Younghoe Koo K (Falcons)               |
| 15          | Lamar Jackson QB (Ravens)          | Drew Brees QB (Saints)             | Tre'Davious White CB (Bills)       | Patrick Peterson CB (Cardinals)    | Angelo Blackson DE (Texans)            | Dan Bailey K (Vikings)                 |
| 16          | Ryan Fitzpatrick QB (Dolphins)     | Saquon Barkley RB (Giants)         | Dre'Mont Jones DE (Broncos)        | Chandler Jones OLB (Cardinals)     | Nyheim Hines RB (Colts)                | Robbie Gould K (49ers)                 |
| 17          | Derrick Henry RB (Titans)          | Boston Scott RB (Eagles)           | Carlos Dunlap DE (Bengals)         | Deion Jones LB (Falcons)           | Mecole Hardman WR (Chiefs)             | Johnny Hekker P (Rams)                 |
| Dez.        | Ryan Tannehill QB (Titans)         | Drew Brees QB (Saints)             | Tyrann Mathieu SS (Chiefs)         | Chandler Jones OLB (Cardinals)     | Jason Sanders K (Dolphins)             | Robbie Gould K (49ers)                 |

#### Wöchentliche Spielerauszeichnung
| Week | FedEx Air Player of the Week | FedEx Ground Player of the Week | Pepsi Rookie of the Week     |
| ---- | ---------------------------- | ------------------------------- | ---------------------------- |
| 1    | Lamar Jackson (Ravens)       | Marlon Mack (Colts)             | Gardner Minshew QB (Jaguars) |
| 2    | Patrick Mahomes (Chiefs)     | Dalvin Cook (Vikings)           | Chase Winovich DE (Patriots) |
| 3    | Patrick Mahomes (Chiefs)     | Christian McCaffrey (Panthers)  | Gardner Minshew QB (Jaguars) |
| 4    | Jameis Winston (Buccaneers)  | Nick Chubb (Browns)             | Gardner Minshew QB (Jaguars) |
| 5    | Deshaun Watson (Texans)      | Aaron Jones (Packers)           | Gardner Minshew QB (Jaguars) |
| 6    | Kirk Cousins (Vikings)       | Lamar Jackson (Ravens)          | Kyler Murray QB (Cardinals)  |
| 7    | Aaron Rodgers (Packers)      | Dalvin Cook (Vikings)           | Gardner Minshew QB (Jaguars) |
| 8    | Aaron Rodgers (Packers)      | Tevin Coleman (49ers)           | Gardner Minshew QB (Jaguars) |
| 9    | Russell Wilson (Seahawks)    | Christian McCaffrey (Panthers)  | D. K. Metcalf WR (Seahawks)  |
| 10   | Lamar Jackson (Ravens)       | Derrick Henry (Titans)          | Josh Jacobs RB (Raiders)     |
| 11   | Dak Prescott (Cowboys)       | Marlon Mack (Colts)             | Maxx Crosby DE (Raiders)     |
| 12   | Lamar Jackson (Ravens)       | Derrick Henry (Titans)          | Devin Singletary RB (Bills)  |
| 13   | Mitchell Trubisky (Bears)    | Derrick Henry (Titans)          | Ed Oliver DT (Bills)         |
| 14   | Ryan Tannehill (Titans)      | Derrick Henry (Titans)          | Drew Lock QB (Broncos)       |
| 15   | Drew Brees (Saints)          | Kenyan Drake (Cardinals)        | Dwayne Haskins QB (Redskins) |
| 16   | Daniel Jones (Giants)        | Saquon Barkley (Giants)         | Daniel Jones QB (Giants)     |
| 17   | Ryan Fitzpatrick (Dolphins)  | Derrick Henry (Titans)          | Gardner Minshew QB (Jaguars) |

#### Rookie des Monats
| Monat | Rookie of the Month          | Rookie of the Month         |
| Monat | Offensive                    | Defensive                   |
| ----- | ---------------------------- | --------------------------- |
| Sept. | Gardner Minshew QB (Jaguars) | Brian Burns OLB (Panthers)  |
| Okt.  | Josh Jacobs RB (Raiders)     | Nick Bosa DE (49ers)        |
| Nov.  | Josh Jacobs RB (Raiders)     | Devin White LB (Buccaneers) |
| Dez.  | A. J. Brown WR (Titans)      | Devin White LB (Buccaneers) |

#### Jahresabschlussehrung
Am 1. Februar 2020, dem Abend vor dem Super Bowl LIV, wurden die besten Spieler der abgelaufenen Saison 2019 geehrt.
| Award                             | Gewinner        | Position      | Team                 |
| --------------------------------- | --------------- | ------------- | -------------------- |
| AP Most Valuable Player           | Lamar Jackson   | Quarterback   | Baltimore Ravens     |
| AP Offensive Player of the Year   | Michael Thomas  | Wide Receiver | New Orleans Saints   |
| AP Defensive Player of the Year   | Stephon Gilmore | Cornerback    | New England Patriots |
| AP Coach of the Year              | John Harbaugh   | Head Coach    | Baltimore Ravens     |
| Pepsi NFL Rookie of the Year      | Nick Bosa       | Defensive End | San Francisco 49ers  |
| AP Offensive Rookie of the Year   | Kyler Murray    | Quarterback   | Arizona Cardinals    |
| AP Defensive Rookie of the Year   | Nick Bosa       | Defensive End | San Francisco 49ers  |
| AP Comeback Player of the Year    | Ryan Tannehill  | Quarterback   | Tennessee Titans     |
| Walter Payton NFL Man of the Year | Calais Campbell | Defensive End | Jacksonville Jaguars |

## Saisonverlauf

### NFL Draft

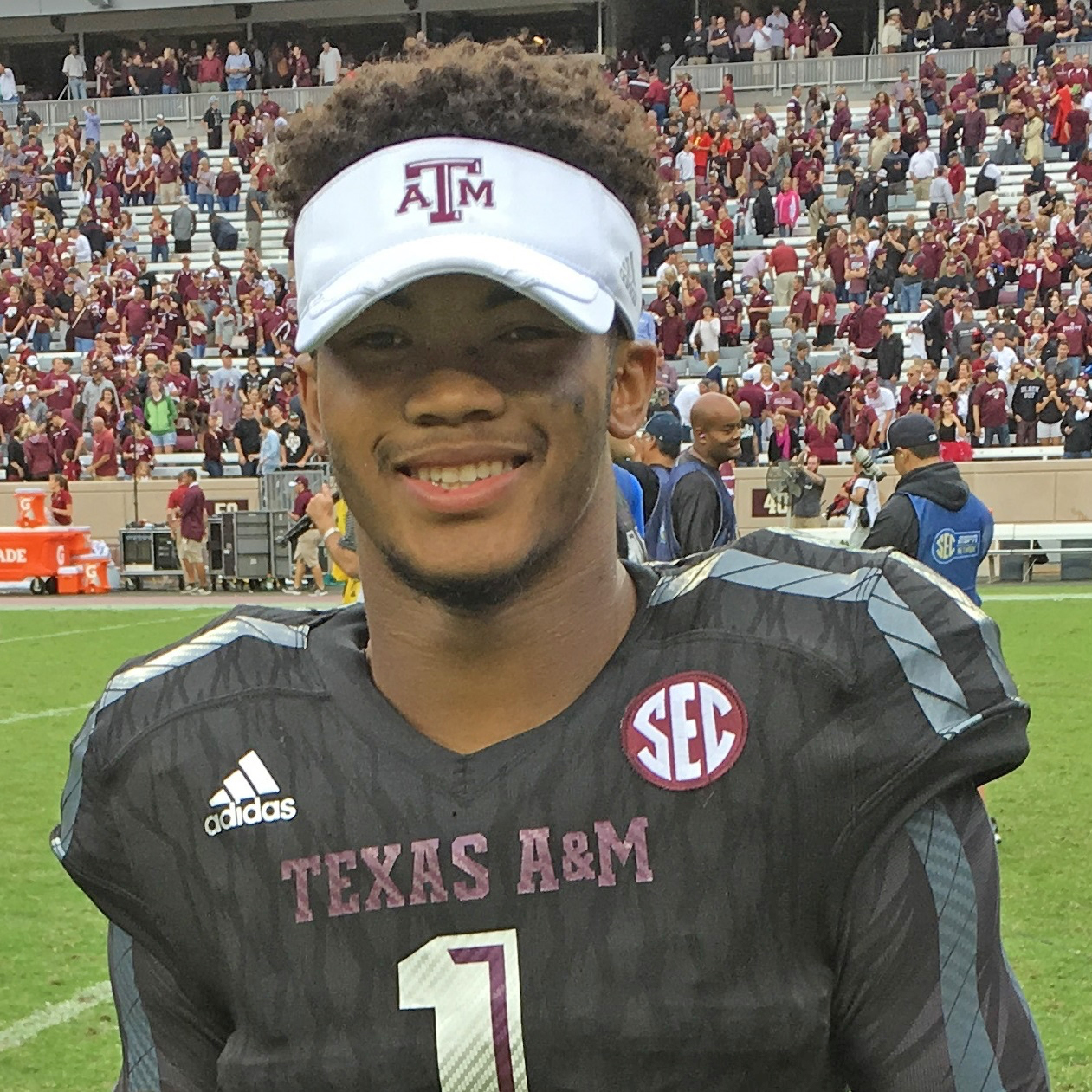
Kyler Murray wurde als erster Spieler im NFL Draft 2019 ausgewählt.

Der Draft von 2019 fand vom 25. bis zum 27. April 2019 in Nashville, im US-Bundesstaat Tennessee, statt. Da die Arizona Cardinals in der abgelaufenen Saison 2018 die schlechteste Saisonbilanz aufwiesen, hatten sie das Recht, den ersten Spieler im Draft auszuwählen. Sie entschieden sich für den Quarterback Kyler Murray von den Oklahoma Sooners der University of Oklahoma. Die Cardinals, die im NFL Draft 2018 an zehnter Stelle Josh Rosen wählten, wurden damit zum ersten Team seit den Baltimore Colts 1982/1983, die in aufeinanderfolgenden Drafts in der ersten Runde einen Quarterback wählten.

### Preseason
Die Preseason begann am 1. August 2019 mit dem Pro Football Hall of Fame Game zwischen den Denver Broncos und Atlanta Falcons. Diese beiden Mannschaften spielen als einzige fünf Preseasonspiele, alle anderen nur vier. Die Los Angeles Rams trugen ihr Preseasonspiel gegen die Dallas Cowboys im Aloha Stadium in Oahu, Hawaii, aus. Dort wurde seit der Abgabe des Pro Bowls 2016 an Orlando, Florida, kein NFL-Spiel mehr gespielt. Die Green Bay Packers spielten ihr drittes Preseasonspiel gegen die Oakland Raiders im IG Field in Winnipeg, Kanada.

### Regular Season

#### Spielplan
Die Regular Season begann am 5. September 2019. Die 256 Spiele sollen sich über insgesamt 17 Wochen erstrecken. Jedes der 32 Teams absolviert dabei 16 Spiele und hat eine spielfreie Woche (Bye Week). Gegen jedes Team der eigenen Division wird sowohl ein Heim- als auch ein Auswärtsspiel ausgetragen (sechs Spiele). Im Rahmen der jährlichen Rotation finden vier Spiele gegen die Teams einer Division aus der eigenen Conference (Intraconference) sowie vier Spiele gegen die Teams einer Division aus der gegnerischen Conference statt (Interconference). Die letzten zwei Begegnungen werden gegen die Teams aus der eigenen Conference ausgetragen, die in der Saison 2018 in der Division die gleiche Endplatzierung erreicht haben und nicht bereits durch die jährliche Rotation als Gegner feststehen. So spielen z. B. die Zweitplatzierten der AFC East (die Miami Dolphins) gegen die Los Angeles Chargers (2. der AFC West) und die Indianapolis Colts (2. der AFC South). Gegen die Pittsburgh Steelers (2. der AFC North) spielen sie im Rahmen der jährlichen Rotation der Divisions (siehe untenstehende Tabelle).
In der Saison 2019 finden die folgenden Divisionspaarungen statt:
| Intraconference | Intraconference | Intraconference | Interconference | Interconference | Interconference |
| --------------- | --------------- | --------------- | --------------- | --------------- | --------------- |
| AFC East        | vs              | AFC North       | AFC East        | vs              | NFC East        |
| AFC South       | vs              | AFC West        | AFC North       | vs              | NFC West        |
| NFC East        | vs              | NFC North       | AFC South       | vs              | NFC South       |
| NFC South       | vs              | NFC West        | AFC West        | vs              | NFC North       |

#### International Games
Im Rahmen der NFL International Series wurden fünf Partien außerhalb der Vereinigten Staaten ausgetragen. Ein Spiel fand im Aztekenstadion in Mexiko-Stadt, vier weitere Spiele fanden in London statt. Die Spielorte in London waren das Tottenham Hotspur Stadium sowie das Wembley-Stadion. Im Januar gab die NFL die folgenden Paarungen bekannt:
| Week | Datum             | Austragungsort                      | Ansetzung          | Ansetzung | Ansetzung            |
| ---- | ----------------- | ----------------------------------- | ------------------ | --------- | -------------------- |
| 5    | 06. Oktober 2019  | Tottenham Hotspur Stadium in London | Chicago Bears      | at        | Oakland Raiders      |
| 6    | 13. Oktober 2019  | Tottenham Hotspur Stadium in London | Carolina Panthers  | at        | Tampa Bay Buccaneers |
| 8    | 27. Oktober 2019  | Wembley-Stadion in London           | Cincinnati Bengals | at        | Los Angeles Rams     |
| 9    | 03. November 2019 | Wembley-Stadion in London           | Houston Texans     | at        | Jacksonville Jaguars |
| 11   | 18. November 2019 | Aztekenstadion in Mexiko-Stadt      | Kansas City Chiefs | at        | Los Angeles Chargers |

#### Resultate
| Woche 1           | Woche 1             | Woche 1 | Woche 1              |
| Datum             | Auswärtsteam        | Erg.    | Heimteam             |
| ----------------- | ------------------- | ------- | -------------------- |
| 5. September 2019 | Green Bay Packers   | 10:30   | Chicago Bears        |
| 8. September 2019 | Los Angeles Rams    | 30:27   | Carolina Panthers    |
| 8. September 2019 | Tennessee Titans    | 43:13   | Cleveland Browns     |
| 8. September 2019 | Kansas City Chiefs  | 40:26   | Jacksonville Jaguars |
| 8. September 2019 | Baltimore Ravens    | 59:10   | Miami Dolphins       |
| 8. September 2019 | Atlanta Falcons     | 12:28   | Minnesota Vikings    |
| 8. September 2019 | Buffalo Bills       | 17:16   | New York Jets        |
| 8. September 2019 | Washington Redskins | 27:32   | Philadelphia Eagles  |
| 8. September 2019 | Indianapolis Colts  | 24:30   | Los Angeles Chargers |
| 8. September 2019 | Cincinnati Bengals  | 20:21   | Seattle Seahawks     |
| 8. September 2019 | Detroit Lions       | 27:27   | Arizona Cardinals    |
| 8. September 2019 | New York Giants     | 17:35   | Dallas Cowboys       |
| 8. September 2019 | San Francisco 49ers | 31:17   | Tampa Bay Buccaneers |
| 8. September 2019 | Pittsburgh Steelers | 03:33   | New England Patriots |
| 9. September 2019 | Houston Texans      | 28:30   | New Orleans Saints   |
| 9. September 2019 | Denver Broncos      | 16:24   | Oakland Raiders      |

| Woche 2            | Woche 2              | Woche 2 | Woche 2             |
| Datum              | Auswärtsteam         | Erg.    | Heimteam            |
| ------------------ | -------------------- | ------- | ------------------- |
| 12. September 2019 | Tampa Bay Buccaneers | 20:14   | Carolina Panthers   |
| 15. September 2019 | San Francisco 49ers  | 41:17   | Cincinnati Bengals  |
| 15. September 2019 | Los Angeles Chargers | 10:13   | Detroit Lions       |
| 15. September 2019 | Minnesota Vikings    | 16:21   | Green Bay Packers   |
| 15. September 2019 | Jacksonville Jaguars | 12:13   | Houston Texans      |
| 15. September 2019 | New England Patriots | 43:00   | Miami Dolphins      |
| 15. September 2019 | Buffalo Bills        | 28:14   | New York Giants     |
| 15. September 2019 | Indianapolis Colts   | 19:17   | Tennessee Titans    |
| 15. September 2019 | Seattle Seahawks     | 28:26   | Pittsburgh Steelers |
| 15. September 2019 | Arizona Cardinals    | 17:23   | Baltimore Ravens    |
| 15. September 2019 | Dallas Cowboys       | 31:21   | Washington Redskins |
| 15. September 2019 | Kansas City Chiefs   | 28:10   | Oakland Raiders     |
| 15. September 2019 | Chicago Bears        | 16:14   | Denver Broncos      |
| 15. September 2019 | New Orleans Saints   | 09:27   | Los Angeles Rams    |
| 15. September 2019 | Philadelphia Eagles  | 20:24   | Atlanta Falcons     |
| 16. September 2019 | Cleveland Browns     | 23:30   | New York Jets       |

| Woche 3            | Woche 3             | Woche 3 | Woche 3              |
| Datum              | Auswärtsteam        | Erg.    | Heimteam             |
| ------------------ | ------------------- | ------- | -------------------- |
| 19. September 2019 | Tennessee Titans    | 07:20   | Jacksonville Jaguars |
| 22. September 2019 | Cincinnati Bengals  | 17:21   | Buffalo Bills        |
| 22. September 2019 | Atlanta Falcons     | 24:27   | Indianapolis Colts   |
| 22. September 2019 | Miami Dolphins      | 06:31   | Dallas Cowboys       |
| 22. September 2019 | Denver Broncos      | 16:27   | Green Bay Packers    |
| 22. September 2019 | Baltimore Ravens    | 28:33   | Kansas City Chiefs   |
| 22. September 2019 | Oakland Raiders     | 14:34   | Minnesota Vikings    |
| 22. September 2019 | New York Jets       | 14:30   | New England Patriots |
| 22. September 2019 | Detroit Lions       | 27:24   | Philadelphia Eagles  |
| 22. September 2019 | Carolina Panthers   | 38:20   | Arizona Cardinals    |
| 22. September 2019 | New York Giants     | 32:31   | Tampa Bay Buccaneers |
| 22. September 2019 | Houston Texans      | 27:20   | Los Angeles Chargers |
| 22. September 2019 | New Orleans Saints  | 33:27   | Seattle Seahawks     |
| 22. September 2019 | Pittsburgh Steelers | 20:24   | San Francisco 49ers  |
| 22. September 2019 | Los Angeles Rams    | 20:13   | Cleveland Browns     |
| 23. September 2019 | Chicago Bears       | 31:15   | Washington Redskins  |

| Woche 4                                      | Woche 4              | Woche 4 | Woche 4             |
| Datum                                        | Auswärtsteam         | Erg.    | Heimteam            |
| -------------------------------------------- | -------------------- | ------- | ------------------- |
| 26. September 2019                           | Philadelphia Eagles  | 34:27   | Green Bay Packers   |
| 29. September 2019                           | Tennessee Titans     | 24:10   | Atlanta Falcons     |
| 29. September 2019                           | New England Patriots | 16:10   | Buffalo Bills       |
| 29. September 2019                           | Oakland Raiders      | 31:24   | Indianapolis Colts  |
| 29. September 2019                           | Kansas City Chiefs   | 34:30   | Detroit Lions       |
| 29. September 2019                           | Carolina Panthers    | 16:10   | Houston Texans      |
| 29. September 2019                           | Los Angeles Chargers | 30:10   | Miami Dolphins      |
| 29. September 2019                           | Washington Redskins  | 03:24   | New York Giants     |
| 29. September 2019                           | Cleveland Browns     | 40:25   | Baltimore Ravens    |
| 29. September 2019                           | Seattle Seahawks     | 27:10   | Arizona Cardinals   |
| 29. September 2019                           | Tampa Bay Buccaneers | 55:40   | Los Angeles Rams    |
| 29. September 2019                           | Minnesota Vikings    | 06:16   | Chicago Bears       |
| 29. September 2019                           | Jacksonville Jaguars | 26:24   | Denver Broncos      |
| 29. September 2019                           | Dallas Cowboys       | 10:12   | New Orleans Saints  |
| 30. September 2019                           | Cincinnati Bengals   | 03:27   | Pittsburgh Steelers |
| Bye Week: New York Jets, San Francisco 49ers |                      |         |                     |

| Woche 5                                 | Woche 5              | Woche 5 | Woche 5              |
| Datum                                   | Auswärtsteam         | Erg.    | Heimteam             |
| --------------------------------------- | -------------------- | ------- | -------------------- |
| 3. Oktober 2019                         | Los Angeles Rams     | 29:30   | Seattle Seahawks     |
| 6. Oktober 2019                         | Jacksonville Jaguars | 27:34   | Carolina Panthers    |
| 6. Oktober 2019                         | Arizona Cardinals    | 26:23   | Cincinnati Bengals   |
| 6. Oktober 2019                         | Atlanta Falcons      | 32:53   | Houston Texans       |
| 6. Oktober 2019                         | Tampa Bay Buccaneers | 24:31   | New Orleans Saints   |
| 6. Oktober 2019                         | Minnesota Vikings    | 28:10   | New York Giants      |
| 6. Oktober 2019                         | Buffalo Bills        | 14:70   | Tennessee Titans     |
| 6. Oktober 2019                         | New York Jets        | 06:31   | Philadelphia Eagles  |
| 6. Oktober 2019                         | Baltimore Ravens     | 26:23   | Pittsburgh Steelers  |
| 6. Oktober 2019                         | Chicago Bears        | 21:24   | Oakland Raiders      |
| 6. Oktober 2019                         | New England Patriots | 33:70   | Washington Redskins  |
| 6. Oktober 2019                         | Denver Broncos       | 20:13   | Los Angeles Chargers |
| 6. Oktober 2019                         | Green Bay Packers    | 34:24   | Dallas Cowboys       |
| 6. Oktober 2019                         | Indianapolis Colts   | 19:13   | Kansas City Chiefs   |
| 7. Oktober 2019                         | Cleveland Browns     | 03:31   | San Francisco 49ers  |
| Bye Week: Detroit Lions, Miami Dolphins |                      |         |                      |

| Woche 6                                                                     | Woche 6             | Woche 6 | Woche 6              |
| Datum                                                                       | Auswärtsteam        | Erg.    | Heimteam             |
| --------------------------------------------------------------------------- | ------------------- | ------- | -------------------- |
| 10. Oktober 2019                                                            | New York Giants     | 14:35   | New England Patriots |
| 13. Oktober 2019                                                            | Carolina Panthers   | 37:26   | Tampa Bay Buccaneers |
| 13. Oktober 2019                                                            | Seattle Seahawks    | 32:28   | Cleveland Browns     |
| 13. Oktober 2019                                                            | New Orleans Saints  | 13:60   | Jacksonville Jaguars |
| 13. Oktober 2019                                                            | Houston Texans      | 31:24   | Kansas City Chiefs   |
| 13. Oktober 2019                                                            | Washington Redskins | 17:16   | Miami Dolphins       |
| 13. Oktober 2019                                                            | Philadelphia Eagles | 20:38   | Minnesota Vikings    |
| 13. Oktober 2019                                                            | Cincinnati Bengals  | 17:23   | Baltimore Ravens     |
| 13. Oktober 2019                                                            | Atlanta Falcons     | 33:34   | Arizona Cardinals    |
| 13. Oktober 2019                                                            | San Francisco 49ers | 20:70   | Los Angeles Rams     |
| 13. Oktober 2019                                                            | Tennessee Titans    | 00:16   | Denver Broncos       |
| 13. Oktober 2019                                                            | Dallas Cowboys      | 22:24   | New York Jets        |
| 13. Oktober 2019                                                            | Pittsburgh Steelers | 24:17   | Los Angeles Chargers |
| 14. Oktober 2019                                                            | Detroit Lions       | 22:23   | Green Bay Packers    |
| Bye Week: Buffalo Bills, Chicago Bears, Indianapolis Colts, Oakland Raiders |                     |         |                      |

| Woche 7                                                                                  | Woche 7              | Woche 7 | Woche 7             |
| Datum                                                                                    | Auswärtsteam         | Erg.    | Heimteam            |
| ---------------------------------------------------------------------------------------- | -------------------- | ------- | ------------------- |
| 17. Oktober 2019                                                                         | Kansas City Chiefs   | 30:60   | Denver Broncos      |
| 20. Oktober 2019                                                                         | Los Angeles Rams     | 37:10   | Atlanta Falcons     |
| 20. Oktober 2019                                                                         | Miami Dolphins       | 21:31   | Buffalo Bills       |
| 20. Oktober 2019                                                                         | Jacksonville Jaguars | 27:17   | Cincinnati Bengals  |
| 20. Oktober 2019                                                                         | Houston Texans       | 23:30   | Indianapolis Colts  |
| 20. Oktober 2019                                                                         | Minnesota Vikings    | 42:30   | Detroit Lions       |
| 20. Oktober 2019                                                                         | Oakland Raiders      | 24:42   | Green Bay Packers   |
| 20. Oktober 2019                                                                         | Arizona Cardinals    | 27:21   | New York Giants     |
| 20. Oktober 2019                                                                         | San Francisco 49ers  | 9:0     | Washington Redskins |
| 20. Oktober 2019                                                                         | Los Angeles Chargers | 20:23   | Tennessee Titans    |
| 20. Oktober 2019                                                                         | New Orleans Saints   | 36:25   | Chicago Bears       |
| 20. Oktober 2019                                                                         | Baltimore Ravens     | 30:16   | Seattle Seahawks    |
| 20. Oktober 2019                                                                         | Philadelphia Eagles  | 10:37   | Dallas Cowboys      |
| 21. Oktober 2019                                                                         | New England Patriots | 33:00   | New York Jets       |
| Bye Week: Carolina Panthers, Cleveland Browns, Pittsburgh Steelers, Tampa Bay Buccaneers |                      |         |                     |

| Woche 8                                    | Woche 8              | Woche 8 | Woche 8              |
| Datum                                      | Auswärtsteam         | Erg.    | Heimteam             |
| ------------------------------------------ | -------------------- | ------- | -------------------- |
| 24. Oktober 2019                           | Washington Redskins  | 09:19   | Minnesota Vikings    |
| 27. Oktober 2019                           | Seattle Seahawks     | 27:20   | Atlanta Falcons      |
| 27. Oktober 2019                           | Philadelphia Eagles  | 31:13   | Buffalo Bills        |
| 27. Oktober 2019                           | Los Angeles Chargers | 17:16   | Chicago Bears        |
| 27. Oktober 2019                           | New York Giants      | 26:31   | Detroit Lions        |
| 27. Oktober 2019                           | Oakland Raiders      | 24:27   | Houston Texans       |
| 27. Oktober 2019                           | New York Jets        | 15:29   | Jacksonville Jaguars |
| 27. Oktober 2019                           | Arizona Cardinals    | 09:31   | New Orleans Saints   |
| 27. Oktober 2019                           | Tampa Bay Buccaneers | 23:27   | Tennessee Titans     |
| 27. Oktober 2019                           | Cincinnati Bengals   | 10:24   | Los Angeles Rams     |
| 27. Oktober 2019                           | Carolina Panthers    | 13:51   | San Francisco 49ers  |
| 27. Oktober 2019                           | Denver Broncos       | 13:15   | Indianapolis Colts   |
| 27. Oktober 2019                           | Cleveland Browns     | 13:27   | New England Patriots |
| 27. Oktober 2019                           | Green Bay Packers    | 31:24   | Kansas City Chiefs   |
| 28. Oktober 2019                           | Miami Dolphins       | 14:27   | Pittsburgh Steelers  |
| Bye Week: Baltimore Ravens, Dallas Cowboys |                      |         |                      |

| Woche 9                                                                             | Woche 9              | Woche 9 | Woche 9              |
| Datum                                                                               | Auswärtsteam         | Erg.    | Heimteam             |
| ----------------------------------------------------------------------------------- | -------------------- | ------- | -------------------- |
| 31. Oktober 2019                                                                    | San Francisco 49ers  | 28:25   | Arizona Cardinals    |
| 3. November 2019                                                                    | Houston Texans       | 26:30   | Jacksonville Jaguars |
| 3. November 2019                                                                    | Washington Redskins  | 09:24   | Buffalo Bills        |
| 3. November 2019                                                                    | Tennessee Titans     | 20:30   | Carolina Panthers    |
| 3. November 2019                                                                    | Minnesota Vikings    | 23:26   | Kansas City Chiefs   |
| 3. November 2019                                                                    | New York Jets        | 18:26   | Miami Dolphins       |
| 3. November 2019                                                                    | Chicago Bears        | 14:22   | Philadelphia Eagles  |
| 3. November 2019                                                                    | Indianapolis Colts   | 24:26   | Pittsburgh Steelers  |
| 3. November 2019                                                                    | Detroit Lions        | 24:31   | Oakland Raiders      |
| 3. November 2019                                                                    | Tampa Bay Buccaneers | 34:40   | Seattle Seahawks     |
| 3. November 2019                                                                    | Cleveland Browns     | 19:24   | Denver Broncos       |
| 3. November 2019                                                                    | Green Bay Packers    | 11:26   | Los Angeles Chargers |
| 3. November 2019                                                                    | New England Patriots | 20:37   | Baltimore Ravens     |
| 4. November 2019                                                                    | Dallas Cowboys       | 37:18   | New York Giants      |
| Bye Week: Atlanta Falcons, Cincinnati Bengals, Los Angeles Rams, New Orleans Saints |                      |         |                      |

| Woche 10 | Woche 10             | Woche 10 | Woche 10             |
| Datum | Auswärtsteam         | Erg.     | Heimteam             |
| --- | -------------------- | -------- | -------------------- |
| 7. November 2019 | Los Angeles Chargers | 24:26    | Oakland Raiders      |
| 10. November 2019 | Detroit Lions        | 13:20    | Chicago Bears        |
| 10. November 2019 | Baltimore Ravens     | 49:13    | Cincinnati Bengals   |
| 10. November 2019 | Buffalo Bills        | 16:19    | Cleveland Browns     |
| 10. November 2019 | Carolina Panthers    | 16:24    | Green Bay Packers    |
| 10. November 2019 | Atlanta Falcons      | 26:90    | New Orleans Saints   |
| 10. November 2019 | New York Giants      | 27:34    | New York Jets        |
| 10. November 2019 | Kansas City Chiefs   | 32:35    | Tennessee Titans     |
| 10. November 2019 | Arizona Cardinals    | 27:30    | Tampa Bay Buccaneers |
| 10. November 2019 | Miami Dolphins       | 16:12    | Indianapolis Colts   |
| 10. November 2019 | Los Angeles Rams     | 12:17    | Pittsburgh Steelers  |
| 10. November 2019 | Minnesota Vikings    | 28:24    | Dallas Cowboys       |
| 11. November 2019 | Seattle Seahawks     | 27:24    | San Francisco 49ers  |
| Bye Week: Denver Broncos, Houston Texans, Jacksonville Jaguars, New England Patriots, Philadelphia Eagles, Washington Redskins |                      |          |                      |

| Woche 11                                                                         | Woche 11             | Woche 11 | Woche 11             |
| Datum                                                                            | Auswärtsteam         | Erg.     | Heimteam             |
| -------------------------------------------------------------------------------- | -------------------- | -------- | -------------------- |
| 14. November 2019                                                                | Pittsburgh Steelers  | 7:21     | Cleveland Browns     |
| 17. November 2019                                                                | Atlanta Falcons      | 29:30    | Carolina Panthers    |
| 17. November 2019                                                                | Jacksonville Jaguars | 13:33    | Indianapolis Colts   |
| 17. November 2019                                                                | Dallas Cowboys       | 35:27    | Detroit Lions        |
| 17. November 2019                                                                | Buffalo Bills        | 37:20    | Miami Dolphins       |
| 17. November 2019                                                                | Denver Broncos       | 23:27    | Minnesota Vikings    |
| 17. November 2019                                                                | Houston Texans       | 07:41    | Baltimore Ravens     |
| 17. November 2019                                                                | New Orleans Saints   | 34:17    | Tampa Bay Buccaneers |
| 17. November 2019                                                                | New York Jets        | 34:17    | Washington Redskins  |
| 17. November 2019                                                                | Arizona Cardinals    | 26:36    | San Francisco 49ers  |
| 17. November 2019                                                                | New England Patriots | 17:10    | Philadelphia Eagles  |
| 17. November 2019                                                                | Cincinnati Bengals   | 10:17    | Oakland Raiders      |
| 17. November 2019                                                                | Chicago Bears        | 07:17    | Los Angeles Rams     |
| 18. November 2019                                                                | Kansas City Chiefs   | 24:17    | Los Angeles Chargers |
| Bye Week: Green Bay Packers, New York Giants, Seattle Seahawks, Tennessee Titans |                      |          |                      |

| Woche 12                                                                                 | Woche 12             | Woche 12 | Woche 12             |
| Datum                                                                                    | Auswärtsteam         | Erg.     | Heimteam             |
| ---------------------------------------------------------------------------------------- | -------------------- | -------- | -------------------- |
| 21. November 2019                                                                        | Indianapolis Colts   | 17:20    | Houston Texans       |
| 24. November 2019                                                                        | Tampa Bay Buccaneers | 35:22    | Atlanta Falcons      |
| 24. November 2019                                                                        | Denver Broncos       | 03:20    | Buffalo Bills        |
| 24. November 2019                                                                        | New York Giants      | 14:19    | Chicago Bears        |
| 24. November 2019                                                                        | Pittsburgh Steelers  | 16:10    | Cincinnati Bengals   |
| 24. November 2019                                                                        | Miami Dolphins       | 24:41    | Cleveland Browns     |
| 24. November 2019                                                                        | Carolina Panthers    | 31:34    | New Orleans Saints   |
| 24. November 2019                                                                        | Oakland Raiders      | 03:34    | New York Jets        |
| 24. November 2019                                                                        | Detroit Lions        | 16:19    | Washington Redskins  |
| 24. November 2019                                                                        | Jacksonville Jaguars | 20:42    | Tennessee Titans     |
| 24. November 2019                                                                        | Dallas Cowboys       | 09:13    | New England Patriots |
| 24. November 2019                                                                        | Green Bay Packers    | 08:37    | San Francisco 49ers  |
| 24. November 2019                                                                        | Seattle Seahawks     | 17:90    | Philadelphia Eagles  |
| 25. November 2019                                                                        | Baltimore Ravens     | 45:60    | Los Angeles Rams     |
| Bye Week: Arizona Cardinals, Kansas City Chiefs, Los Angeles Chargers, Minnesota Vikings |                      |          |                      |

| Woche 13          | Woche 13             | Woche 13 | Woche 13             |
| Datum             | Auswärtsteam         | Erg.     | Heimteam             |
| ----------------- | -------------------- | -------- | -------------------- |
| 28. November 2019 | Chicago Bears        | 24:20    | Detroit Lions        |
| 28. November 2019 | Buffalo Bills        | 26:15    | Dallas Cowboys       |
| 28. November 2019 | New Orleans Saints   | 26:18    | Atlanta Falcons      |
| 1. Dezember 2019  | Cleveland Browns     | 13:20    | Pittsburgh Steelers  |
| 1. Dezember 2019  | San Francisco 49ers  | 17:20    | Baltimore Ravens     |
| 1. Dezember 2019  | Washington Redskins  | 29:21    | Carolina Panthers    |
| 1. Dezember 2019  | New York Jets        | 06:22    | Cincinnati Bengals   |
| 1. Dezember 2019  | Tennessee Titans     | 31:17    | Indianapolis Colts   |
| 1. Dezember 2019  | Tampa Bay Buccaneers | 28:11    | Jacksonville Jaguars |
| 1. Dezember 2019  | Philadelphia Eagles  | 31:37    | Miami Dolphins       |
| 1. Dezember 2019  | Green Bay Packers    | 31:13    | New York Giants      |
| 1. Dezember 2019  | Los Angeles Rams     | 34:70    | Arizona Cardinals    |
| 1. Dezember 2019  | Oakland Raiders      | 09:40    | Kansas City Chiefs   |
| 1. Dezember 2019  | Los Angeles Chargers | 20:23    | Denver Broncos       |
| 1. Dezember 2019  | New England Patriots | 22:28    | Houston Texans       |
| 2. Dezember 2019  | Minnesota Vikings    | 30:37    | Seattle Seahawks     |

| Woche 14         | Woche 14             | Woche 14 | Woche 14             |
| Datum            | Auswärtsteam         | Erg.     | Heimteam             |
| ---------------- | -------------------- | -------- | -------------------- |
| 5. Dezember 2019 | Dallas Cowboys       | 24:31    | Chicago Bears        |
| 8. Dezember 2019 | Carolina Panthers    | 20:40    | Atlanta Falcons      |
| 8. Dezember 2019 | Baltimore Ravens     | 24:17    | Buffalo Bills        |
| 8. Dezember 2019 | Cincinnati Bengals   | 19:27    | Cleveland Browns     |
| 8. Dezember 2019 | Washington Redskins  | 15:20    | Green Bay Packers    |
| 8. Dezember 2019 | Denver Broncos       | 38:24    | Houston Texans       |
| 8. Dezember 2019 | Detroit Lions        | 07:20    | Minnesota Vikings    |
| 8. Dezember 2019 | San Francisco 49ers  | 48:46    | New Orleans Saints   |
| 8. Dezember 2019 | Miami Dolphins       | 21:22    | New York Jets        |
| 8. Dezember 2019 | Indianapolis Colts   | 35:38    | Tampa Bay Buccaneers |
| 8. Dezember 2019 | Los Angeles Chargers | 45:10    | Jacksonville Jaguars |
| 8. Dezember 2019 | Pittsburgh Steelers  | 23:17    | Arizona Cardinals    |
| 8. Dezember 2019 | Kansas City Chiefs   | 23:16    | New England Patriots |
| 8. Dezember 2019 | Tennessee Titans     | 42:21    | Oakland Raiders      |
| 8. Dezember 2019 | Seattle Seahawks     | 12:28    | Los Angeles Rams     |
| 9. Dezember 2019 | New York Giants      | 17:23    | Philadelphia Eagles  |

| Woche 15          | Woche 15             | Woche 15 | Woche 15             |
| Datum             | Auswärtsteam         | Erg.     | Heimteam             |
| ----------------- | -------------------- | -------- | -------------------- |
| 12. Dezember 2019 | New York Jets        | 21:42    | Baltimore Ravens     |
| 15. Dezember 2019 | Seattle Seahawks     | 30:24    | Carolina Panthers    |
| 15. Dezember 2019 | New England Patriots | 34:13    | Cincinnati Bengals   |
| 15. Dezember 2019 | Tampa Bay Buccaneers | 38:17    | Detroit Lions        |
| 15. Dezember 2019 | Chicago Bears        | 13:21    | Green Bay Packers    |
| 15. Dezember 2019 | Denver Broncos       | 03:23    | Kansas City Chiefs   |
| 15. Dezember 2019 | Miami Dolphins       | 20:36    | New York Giants      |
| 15. Dezember 2019 | Houston Texans       | 24:21    | Tennessee Titans     |
| 15. Dezember 2019 | Buffalo Bills        | 17:10    | Pittsburgh Steelers  |
| 15. Dezember 2019 | Philadelphia Eagles  | 37:27    | Washington Redskins  |
| 15. Dezember 2019 | Cleveland Browns     | 24:38    | Arizona Cardinals    |
| 15. Dezember 2019 | Jacksonville Jaguars | 20:16    | Oakland Raiders      |
| 15. Dezember 2019 | Los Angeles Rams     | 21:44    | Dallas Cowboys       |
| 15. Dezember 2019 | Atlanta Falcons      | 29:22    | San Francisco 49ers  |
| 15. Dezember 2019 | Minnesota Vikings    | 39:10    | Los Angeles Chargers |
| 16. Dezember 2019 | Indianapolis Colts   | 07:34    | New Orleans Saints   |

| Woche 16          | Woche 16             | Woche 16 | Woche 16             |
| Datum             | Auswärtsteam         | Erg.     | Heimteam             |
| ----------------- | -------------------- | -------- | -------------------- |
| 21. Dezember 2019 | Houston Texans       | 23:20    | Tampa Bay Buccaneers |
| 21. Dezember 2019 | Buffalo Bills        | 17:24    | New England Patriots |
| 21. Dezember 2019 | Los Angeles Rams     | 31:34    | San Francisco 49ers  |
| 22. Dezember 2019 | Cincinnati Bengals   | 35:38    | Miami Dolphins       |
| 22. Dezember 2019 | Pittsburgh Steelers  | 10:16    | New York Jets        |
| 22. Dezember 2019 | New York Giants      | 41:35    | Washington Redskins  |
| 22. Dezember 2019 | Carolina Panthers    | 06:38    | Indianapolis Colts   |
| 22. Dezember 2019 | Baltimore Ravens     | 31:15    | Cleveland Browns     |
| 22. Dezember 2019 | Jacksonville Jaguars | 12:24    | Atlanta Falcons      |
| 22. Dezember 2019 | New Orleans Saints   | 38:28    | Tennessee Titans     |
| 22. Dezember 2019 | Oakland Raiders      | 24:17    | Los Angeles Chargers |
| 22. Dezember 2019 | Detroit Lions        | 17:27    | Denver Broncos       |
| 22. Dezember 2019 | Arizona Cardinals    | 27:13    | Seattle Seahawks     |
| 22. Dezember 2019 | Dallas Cowboys       | 09:17    | Philadelphia Eagles  |
| 22. Dezember 2019 | Kansas City Chiefs   | 26:30    | Chicago Bears        |
| 23. Dezember 2019 | Green Bay Packers    | 23:10    | Minnesota Vikings    |

| Woche 17          | Woche 17             | Woche 17 | Woche 17             |
| Datum             | Auswärtsteam         | Erg.     | Heimteam             |
| ----------------- | -------------------- | -------- | -------------------- |
| 29. Dezember 2019 | New York Jets        | 13:60    | Buffalo Bills        |
| 29. Dezember 2019 | New Orleans Saints   | 42:10    | Carolina Panthers    |
| 29. Dezember 2019 | Cleveland Browns     | 23:33    | Cincinnati Bengals   |
| 29. Dezember 2019 | Washington Redskins  | 16:47    | Dallas Cowboys       |
| 29. Dezember 2019 | Green Bay Packers    | 23:20    | Detroit Lions        |
| 29. Dezember 2019 | Tennessee Titans     | 35:14    | Houston Texans       |
| 29. Dezember 2019 | Indianapolis Colts   | 20:38    | Jacksonville Jaguars |
| 29. Dezember 2019 | Los Angeles Chargers | 21:31    | Kansas City Chiefs   |
| 29. Dezember 2019 | Chicago Bears        | 21:19    | Minnesota Vikings    |
| 29. Dezember 2019 | Miami Dolphins       | 27:24    | New England Patriots |
| 29. Dezember 2019 | Philadelphia Eagles  | 34:17    | New York Giants      |
| 29. Dezember 2019 | Pittsburgh Steelers  | 10:28    | Baltimore Ravens     |
| 29. Dezember 2019 | Atlanta Falcons      | 28:22    | Tampa Bay Buccaneers |
| 29. Dezember 2019 | Oakland Raiders      | 15:16    | Denver Broncos       |
| 29. Dezember 2019 | Arizona Cardinals    | 24:31    | Los Angeles Rams     |
| 29. Dezember 2019 | San Francisco 49ers  | 26:21    | Seattle Seahawks     |

#### Division
| AFC East             | AFC East | AFC East | AFC East | AFC East | AFC East | AFC East | AFC East | AFC East | AFC East | AFC East |
| Team                 | S        | N        | U        | SQ       | P+       | P−       | Diff.    | DIV      | CONF     | Serie    |
| -------------------- | -------- | -------- | -------- | -------- | -------- | -------- | -------- | -------- | -------- | -------- |
| New England Patriots | 12       | 4        | 0        | 0,750    | 420      | 225      | +195     | 5–1      | 8–4      | 1N       |
| Buffalo Bills        | 10       | 6        | 0        | 0,625    | 314      | 259      | +55      | 3–3      | 7–5      | 2N       |
| New York Jets        | 7        | 9        | 0        | 0,438    | 276      | 359      | −83      | 2–4      | 4–8      | 2S       |
| Miami Dolphins       | 5        | 11       | 0        | 0,313    | 306      | 494      | −188     | 2–4      | 4–8      | 2S       |

| NFC East            | NFC East | NFC East | NFC East | NFC East | NFC East | NFC East | NFC East | NFC East | NFC East | NFC East |
| Team                | S        | N        | U        | SQ       | P+       | P−       | Diff.    | DIV      | CONF     | Serie    |
| ------------------- | -------- | -------- | -------- | -------- | -------- | -------- | -------- | -------- | -------- | -------- |
| Philadelphia Eagles | 9        | 7        | 0        | 0,553    | 385      | 354      | +31      | 5–1      | 7–5      | 4S       |
| Dallas Cowboys      | 8        | 8        | 0        | 0,500    | 434      | 321      | +113     | 5–1      | 7–5      | 1S       |
| New York Giants     | 4        | 12       | 0        | 0,250    | 341      | 451      | −110     | 2–4      | 3–9      | 1N       |
| Washington Redskins | 3        | 13       | 0        | 0,188    | 266      | 435      | −169     | 0–6      | 2–10     | 4N       |

| AFC North           | AFC North | AFC North | AFC North | AFC North | AFC North | AFC North | AFC North | AFC North | AFC North | AFC North |
| Team                | S         | N         | U         | SQ        | P+        | P−        | Diff.     | DIV       | CONF      | Serie     |
| ------------------- | --------- | --------- | --------- | --------- | --------- | --------- | --------- | --------- | --------- | --------- |
| Baltimore Ravens    | 14        | 2         | 0         | 0,875     | 531       | 282       | +249      | 5–1       | 10–2      | 12S       |
| Pittsburgh Steelers | 8         | 8         | 0         | 0,500     | 289       | 303       | −14       | 3–3       | 6–6       | 3N        |
| Cleveland Browns    | 6         | 10        | 0         | 0,375     | 335       | 393       | −58       | 3–3       | 6–6       | 3N        |
| Cincinnati Bengals  | 2         | 14        | 0         | 0,125     | 279       | 420       | −141      | 1–5       | 2–10      | 1S        |

| NFC North         | NFC North | NFC North | NFC North | NFC North | NFC North | NFC North | NFC North | NFC North | NFC North | NFC North |
| Team              | S         | N         | U         | SQ        | P+        | P−        | Diff.     | DIV       | CONF      | Serie     |
| ----------------- | --------- | --------- | --------- | --------- | --------- | --------- | --------- | --------- | --------- | --------- |
| Green Bay Packers | 13        | 3         | 0         | 0,813     | 376       | 313       | +63       | 6–0       | 10–2      | 5S        |
| Minnesota Vikings | 10        | 6         | 0         | 0,625     | 407       | 303       | +104      | 2–4       | 7–5       | 2N        |
| Chicago Bears     | 8         | 8         | 0         | 0,500     | 280       | 298       | −18       | 4–2       | 7–5       | 1S        |
| Detroit Lions     | 3         | 12        | 1         | 0,219     | 341       | 423       | −82       | 0–6       | 2–9–1     | 9N        |

| AFC South            | AFC South | AFC South | AFC South | AFC South | AFC South | AFC South | AFC South | AFC South | AFC South | AFC South |
| Team                 | S         | N         | U         | SQ        | P+        | P−        | Diff.     | DIV       | CONF      | Serie     |
| -------------------- | --------- | --------- | --------- | --------- | --------- | --------- | --------- | --------- | --------- | --------- |
| Houston Texans       | 10        | 6         | 0         | 0,625     | 378       | 385       | −7        | 4–2       | 8–4       | 1N        |
| Tennessee Titans     | 9         | 7         | 0         | 0,563     | 402       | 331       | +71       | 3–3       | 7–5       | 1S        |
| Indianapolis Colts   | 7         | 9         | 0         | 0,438     | 361       | 373       | −12       | 3–3       | 5–7       | 1N        |
| Jacksonville Jaguars | 6         | 10        | 0         | 0,375     | 300       | 397       | −97       | 2–4       | 6–6       | 1S        |

| NFC South              | NFC South | NFC South | NFC South | NFC South | NFC South | NFC South | NFC South | NFC South | NFC South | NFC South |
| Team                   | S         | N         | U         | SQ        | P+        | P−        | Diff.     | DIV       | CONF      | Serie     |
| ---------------------- | --------- | --------- | --------- | --------- | --------- | --------- | --------- | --------- | --------- | --------- |
| New Orleans Saints     | 13        | 3         | 0         | 0,813     | 458       | 341       | +117      | 5–1       | 9–3       | 3S        |
| Atlanta Falcons a      | 7         | 9         | 0         | 0,438     | 381       | 399       | −18       | 4–2       | 6–6       | 4S        |
| Tampa Bay Buccaneers a | 7         | 9         | 0         | 0,438     | 458       | 449       | +9        | 2–4       | 5–7       | 2N        |
| Carolina Panthers      | 5         | 11        | 0         | 0,313     | 340       | 470       | −130      | 1–5       | 2–10      | 8N        |

| AFC West             | AFC West | AFC West | AFC West | AFC West | AFC West | AFC West | AFC West | AFC West | AFC West | AFC West |
| Team                 | S        | N        | U        | SQ       | P+       | P−       | Diff.    | DIV      | CONF     | Serie    |
| -------------------- | -------- | -------- | -------- | -------- | -------- | -------- | -------- | -------- | -------- | -------- |
| Kansas City Chiefs   | 12       | 4        | 0        | 0,775    | 451      | 308      | +143     | 6–0      | 9–3      | 6S       |
| Denver Broncos b     | 7        | 9        | 0        | 0,438    | 282      | 316      | −34      | 3–3      | 6–6      | 2S       |
| Oakland Raiders b    | 7        | 9        | 0        | 0,438    | 313      | 419      | −106     | 3–3      | 5–7      | 1N       |
| Los Angeles Chargers | 5        | 11       | 0        | 0,313    | 337      | 345      | −8       | 0–6      | 3–9      | 3N       |

| NFC West            | NFC West | NFC West | NFC West | NFC West | NFC West | NFC West | NFC West | NFC West | NFC West | NFC West |
| Team                | S        | N        | U        | SQ       | P+       | P−       | Diff.    | DIV      | CONF     | Serie    |
| ------------------- | -------- | -------- | -------- | -------- | -------- | -------- | -------- | -------- | -------- | -------- |
| San Francisco 49ers | 13       | 3        | 0        | 0,813    | 479      | 310      | +169     | 5–1      | 10–2     | 2S       |
| Seattle Seahawks    | 11       | 5        | 0        | 0,688    | 405      | 398      | +7       | 3–3      | 8–4      | 2N       |
| Los Angeles Rams    | 9        | 7        | 0        | 0,563    | 394      | 364      | +30      | 3–3      | 7–5      | 1S       |
| Arizona Cardinals   | 5        | 10       | 1        | 0,344    | 361      | 442      | −81      | 1–5      | 3–8–1    | 1N       |

 Divisionssieger0
 Playoff-Teilnehmer über Wild Cards
Quelle: Offizielles Ranking der NFL

#### Conference
| AFC              | AFC                    | AFC      | AFC | AFC | AFC | AFC   | AFC | AFC  | AFC   |
| Platz            | Team                   | Division | S   | N   | U   | SQ    | DIV | CONF | Serie |
| ---------------- | ---------------------- | -------- | --- | --- | --- | ----- | --- | ---- | ----- |
| Division leaders |                        |          |     |     |     |       |     |      |       |
| 1                | Baltimore Ravens       | North    | 14  | 2   | 0   | 0,875 | 5–1 | 10–2 | 12S   |
| 2                | Kansas City Chiefs b   | West     | 12  | 4   | 0   | 0,750 | 6–0 | 9–3  | 6S    |
| 3                | New England Patriots b | East     | 12  | 4   | 0   | 0,750 | 5–1 | 8–4  | 1N    |
| 4                | Houston Texans         | South    | 10  | 6   | 0   | 0,625 | 4–2 | 8–4  | 1N    |
| Wild Cards       |                        |          |     |     |     |       |     |      |       |
| 5                | Buffalo Bills          | East     | 10  | 6   | 0   | 0,625 | 3–3 | 7–5  | 2N    |
| 6                | Tennessee Titans       | South    | 9   | 7   | 0   | 0,563 | 3–3 | 7–5  | 1S    |
| Ausgeschieden    |                        |          |     |     |     |       |     |      |       |
| 7 *              | Pittsburgh Steelers    | North    | 8   | 8   | 0   | 0,500 | 3–3 | 6–6  | 3N    |
| 8                | Denver Broncos x       | West     | 7   | 9   | 0   | 0,438 | 3–3 | 6–6  | 2S    |
| 9                | Oakland Raiders x      | West     | 7   | 9   | 0   | 0,438 | 3–3 | 5–7  | 1N    |
| 10               | Indianapolis Colts x   | South    | 7   | 9   | 0   | 0,438 | 3–3 | 5–7  | 1N    |
| 11               | New York Jets x        | East     | 7   | 9   | 0   | 0,438 | 2–4 | 4–8  | 2S    |
| 12               | Jacksonville Jaguars d | South    | 6   | 10  | 0   | 0,375 | 2–4 | 6–6  | 1S    |
| 13               | Cleveland Browns d     | North    | 6   | 10  | 0   | 0,375 | 3–3 | 6–6  | 3N    |
| 14               | Los Angeles Chargers b | West     | 5   | 11  | 0   | 0,313 | 0–6 | 3–9  | 3N    |
| 15               | Miami Dolphins b       | East     | 5   | 11  | 0   | 0,313 | 2–4 | 4–8  | 2S    |
| 16               | Cincinnati Bengals     | North    | 2   | 14  | 0   | 0,125 | 1–5 | 2–10 | 1S    |

| NFC              | NFC                    | NFC      | NFC | NFC | NFC | NFC   | NFC | NFC   | NFC   |
| Platz            | Team                   | Division | S   | N   | U   | SQ    | DIV | CONF  | Serie |
| ---------------- | ---------------------- | -------- | --- | --- | --- | ----- | --- | ----- | ----- |
| Division leaders |                        |          |     |     |     |       |     |       |       |
| 1                | San Francisco 49ers y  | West     | 13  | 3   | 0   | 0,813 | 5–1 | 10–2  | 2S    |
| 2                | Green Bay Packers y    | North    | 13  | 3   | 0   | 0,813 | 6–0 | 10–2  | 5S    |
| 3                | New Orleans Saints y   | South    | 13  | 3   | 0   | 0,813 | 5–1 | 9–3   | 3S    |
| 4                | Philadelphia Eagles    | East     | 9   | 7   | 0   | 0,563 | 5–1 | 7–5   | 4S    |
| Wild Cards       |                        |          |     |     |     |       |     |       |       |
| 5                | Seattle Seahawks       | West     | 11  | 5   | 0   | 0,688 | 3–3 | 8–4   | 2N    |
| 6                | Minnesota Vikings      | North    | 10  | 6   | 0   | 0,625 | 2–4 | 7–5   | 2N    |
| Ausgeschieden    |                        |          |     |     |     |       |     |       |       |
| 7 *              | Los Angeles Rams       | West     | 9   | 7   | 0   | 0,563 | 3–3 | 7–5   | 1S    |
| 8                | Chicago Bears b        | North    | 8   | 8   | 0   | 0,500 | 3–3 | 7–5   | 1S    |
| 9                | Dallas Cowboys b       | East     | 8   | 8   | 0   | 0,500 | 5–1 | 7–5   | 1S    |
| 10               | Atlanta Falcons a      | South    | 7   | 9   | 0   | 0,438 | 4–2 | 6–6   | 4S    |
| 11               | Tampa Bay Buccaneers a | South    | 7   | 9   | 0   | 0,438 | 2–4 | 5–7   | 2N    |
| 12               | Arizona Cardinals      | West     | 5   | 10  | 1   | 0,344 | 1–5 | 3–8–1 | 1N    |
| 13               | Carolina Panthers      | South    | 5   | 11  | 0   | 0,313 | 1–5 | 2–10  | 8N    |
| 14               | New York Giants        | East     | 4   | 12  | 0   | 0,250 | 2–4 | 3–9   | 1N    |
| 15               | Detroit Lions          | North    | 3   | 12  | 1   | 0,219 | 0–6 | 2–9–1 | 9N    |
| 16               | Washington Redskins    | East     | 3   | 13  | 0   | 0,188 | 0–6 | 2–10  | 4N    |

Legende:
| Siege                 | Niederlagen            | Unentschieden                                          | SQ Siegquote                                              | P+ gemachte Punkte         | P− gegnerische Punkte                     |
| Diff. Punktedifferenz | TD erzielte Touchdowns | DIV Sieg-Niederlagen-Verhältnis innerhalb der Division | CONF Sieg-Niederlagen-Verhältnis innerhalb der Conference | Für Play-offs qualifiziert | Serie Gewonnene/verlorene Spiele in Folge |

### Postseason

#### Play-offs
Die Play-offs begannen am 4. Januar 2020 mit der Wild Card Round und endeten am 2. Februar 2020 mit dem Super Bowl LIV im New Miami Stadium in Miami. Über die Platzierung der Teams in der jeweiligen Conference entschied das Ergebnis der Regular Season. Die beiden Teams mit dem jeweils besten Ergebnis aus der Regular Season hatten in der ersten Runde eine spielfreiche Woche (bye week) und für den Rest der Play-offs bis zum Super Bowl Heimrecht. Die Teams an Position drei und vier ihrer Conference hatten im ersten Play-off-Spiel, der Wild Card Round, Heimrecht. Insgesamt war es der sechste Super Bowl, der in Miami stattfand. In dem Spiel trafen die Kansas City Chiefs, Sieger des AFC Championship Game, auf die San Francisco 49ers, Sieger des NFC Championship Game, aufeinander. Die Chiefs gewannen das Spiel mit 31:20 und konnten nach 50 Jahren wieder den Super Bowl gewinnen. Sie wurden mit dem Sieg das erste Team, das trotz eines zwischenzeitlichen Rückstands von 10 Punkten oder mehr in allen Play-off-Spielen (0:24 gegen die Houston Texans, 7:17 gegen die Tennessee Titans und 10:20 im Super Bowl) den Super Bowl gewannen. Quarterback Patrick Mahomes von den Chiefs wurde zum Super Bowl MVP gewählt. Geleitet wurde die Partie vom Unparteiischen Bill Vinovich.
|  |                                   |                                   |                                   |             |    |                              |                  |                  |   |               |                              |                              |                              |                             |                             |                             |               |            |
|  | Wild Card Round                   | Wild Card Round                   | Wild Card Round                   |             |    | Divisional Round             | Divisional Round | Divisional Round |   |               | Conference Championships     | Conference Championships     | Conference Championships     |                             |                             | Super Bowl                  | Super Bowl    | Super Bowl |
|  | Wild Card Round                   | Wild Card Round                   | Wild Card Round                   |             |    | Divisional Round             | Divisional Round | Divisional Round |   |               | Conference Championships     | Conference Championships     | Conference Championships     |                             |                             | Super Bowl                  | Super Bowl    | Super Bowl |
|  |                                   |                                   |                                   |             |    |                              |                  |                  |   |               |                              |                              |                              |                             |                             |                             |               |            |
|  |                                   |                                   |                                   |             |    | 12. Jan. – Arrowhead Stadium |                  |                  |   |               |                              |                              |                              |                             |                             |                             |               |            |
|  | 4. Jan. – NRG Stadium             |                                   |                                   |             |    |                              |                  |                  |   |               |                              |                              |                              |                             |                             |                             |               |            |
|  |                                   |                                   | 2                                 | Kansas City | 51 |                              |                  |                  |   |               |                              |                              |                              |                             |                             |                             |               |            |
|  | 4                                 | Houston                           | 2                                 | Kansas City | 51 | 1221                         |                  |                  |   |               |                              |                              |                              |                             |                             |                             |               |            |
|  | 4                                 | Houston                           |                                   |             | 4  | 1221                         | Houston          | 31               |   |               | 19. Jan. – Arrowhead Stadium | 19. Jan. – Arrowhead Stadium | 19. Jan. – Arrowhead Stadium |                             |                             |                             |               |            |
|  | 5                                 | Buffalo                           | 19                                |             |    |                              |                  | 31               |   |               |                              | 19. Jan. – Arrowhead Stadium | 19. Jan. – Arrowhead Stadium |                             |                             |                             |               |            |
|  | 5                                 | Buffalo                           | 19                                |             |    |                              |                  |                  | 2 | Kansas City   | 35                           |                              |                              |                             |                             |                             |               |            |
|  |                                   |                                   |                                   |             |    |                              |                  |                  | 2 | Kansas City   | 35                           |                              |                              |                             |                             |                             |               |            |
|  |                                   |                                   |                                   |             |    |                              |                  |                  |   |               | 6                            | Tennessee                    | 24                           |                             |                             |                             |               |            |
|  |                                   |                                   |                                   |             |    | 11. Jan. – M&T Bank Stadium  |                  |                  |   |               | 6                            | Tennessee                    | 24                           |                             |                             |                             |               |            |
|  | 4. Jan. – Gillette Stadium        | 4. Jan. – Gillette Stadium        | 4. Jan. – Gillette Stadium        |             |    | AFC Championship             | AFC Championship | AFC Championship |   |               |                              |                              |                              |                             |                             |                             |               |            |
|  | 4. Jan. – Gillette Stadium        | 4. Jan. – Gillette Stadium        | 4. Jan. – Gillette Stadium        |             |    | AFC Championship             | AFC Championship | AFC Championship | 1 | Baltimore     | 12                           |                              |                              |                             |                             |                             |               |            |
|  | 3                                 | New England                       | 13                                |             |    |                              |                  |                  | 1 | Baltimore     | 12                           |                              |                              |                             |                             |                             |               |            |
|  | 3                                 | New England                       | 13                                |             |    | 6                            | Tennessee        | 28               |   |               |                              |                              |                              | 2. Feb. – Hard Rock Stadium | 2. Feb. – Hard Rock Stadium | 2. Feb. – Hard Rock Stadium |               |            |
|  | 6                                 | Tennessee                         | 20                                |             |    | 6                            | Tennessee        | 28               |   |               |                              |                              |                              | 2. Feb. – Hard Rock Stadium | 2. Feb. – Hard Rock Stadium | 2. Feb. – Hard Rock Stadium |               |            |
|  | 6                                 | Tennessee                         | 20                                |             |    |                              |                  |                  |   |               |                              |                              |                              | A2                          | Kansas City                 | 31                          |               |            |
|  |                                   |                                   |                                   |             |    |                              |                  |                  |   |               |                              |                              |                              | A2                          | Kansas City                 | 31                          |               |            |
|  |                                   |                                   |                                   |             |    |                              |                  |                  |   |               |                              |                              |                              |                             |                             | N1                          | San Francisco | 20         |
|  |                                   |                                   |                                   |             |    | 11. Jan. – Levi’s Stadium    |                  |                  |   |               |                              |                              |                              |                             |                             | N1                          | San Francisco | 20         |
|  | 5. Jan. – Mercedes-Benz Superdome | 5. Jan. – Mercedes-Benz Superdome | 5. Jan. – Mercedes-Benz Superdome |             |    |                              |                  |                  |   |               | Super Bowl LIV               | Super Bowl LIV               | Super Bowl LIV               |                             |                             |                             |               |            |
|  | 5. Jan. – Mercedes-Benz Superdome | 5. Jan. – Mercedes-Benz Superdome | 5. Jan. – Mercedes-Benz Superdome |             |    | 1                            | San Francisco    | 27               |   |               | Super Bowl LIV               | Super Bowl LIV               | Super Bowl LIV               |                             |                             |                             |               |            |
|  | 3                                 | New Orleans                       | 20                                |             |    | 1                            | San Francisco    | 27               |   |               |                              |                              |                              |                             |                             |                             |               |            |
|  | 3                                 | New Orleans                       | 20                                |             |    | 6                            | Minnesota        | 10               |   |               | 19. Jan. – Levi’s Stadium    | 19. Jan. – Levi’s Stadium    | 19. Jan. – Levi’s Stadium    |                             |                             |                             |               |            |
|  | 6                                 | Minnesota                         | 1261                              |             |    | 6                            | Minnesota        | 10               |   |               |                              | 19. Jan. – Levi’s Stadium    | 19. Jan. – Levi’s Stadium    |                             |                             |                             |               |            |
|  | 6                                 | Minnesota                         | 1261                              |             |    |                              |                  |                  | 1 | San Francisco | 37                           |                              |                              |                             |                             |                             |               |            |
|  |                                   |                                   |                                   |             |    |                              |                  |                  | 1 | San Francisco | 37                           |                              |                              |                             |                             |                             |               |            |
|  |                                   |                                   |                                   |             |    |                              |                  |                  |   |               | 2                            | Green Bay                    | 20                           |                             |                             |                             |               |            |
|  |                                   |                                   |                                   |             |    | 12. Jan. – Lambeau Field     |                  |                  |   |               | 2                            | Green Bay                    | 20                           |                             |                             |                             |               |            |
|  | 5. Jan. – Lincoln Financial Field | 5. Jan. – Lincoln Financial Field | 5. Jan. – Lincoln Financial Field |             |    | NFC Championship             | NFC Championship | NFC Championship |   |               |                              |                              |                              |                             |                             |                             |               |            |
|  | 5. Jan. – Lincoln Financial Field | 5. Jan. – Lincoln Financial Field | 5. Jan. – Lincoln Financial Field |             |    | NFC Championship             | NFC Championship | NFC Championship | 2 | Green Bay     | 28                           |                              |                              |                             |                             |                             |               |            |
|  | 4                                 | Philadelphia                      | 9                                 |             |    |                              |                  |                  | 2 | Green Bay     | 28                           |                              |                              |                             |                             |                             |               |            |
|  | 4                                 | Philadelphia                      | 9                                 |             |    | 5                            | Seattle          | 23               |   |               |                              |                              |                              |                             |                             |                             |               |            |
|  | 5                                 | Seattle                           | 17                                |             |    | 5                            | Seattle          | 23               |   |               |                              |                              |                              |                             |                             |                             |               |            |
|  | 5                                 | Seattle                           | 17                                |             |    |                              |                  |                  |   |               |                              |                              |                              |                             |                             |                             |               |            |

| 1 | nach Verlängerung |

#### Pro Bowl
Im August 2019 wurde bekanntgegeben, dass der Pro Bowl auch 2020 im Camping World Stadium in Orlando, Florida, gespielt wird. Hier hatten bereits die vorherigen drei Austragungen stattgefunden.